# Colom migratori
El colom migratori (Ectopistes migratorius) era una espècie d'ocell, avui extint, que pertanyia a l'ordre dels columbiformes, el mateix grup en el qual es classifiquen les tórtores i els coloms comuns. Es tracta de l'animal que ha sofert el declivi poblacional més acusat de la història recent, ja que en només un segle va passar de ser l'ocell més abundant de l'Amèrica del Nord (i potser del món) a engrossir la llista d'espècies extingides.
El colom migratori era sexualment dimorf en grandària i coloració. El mascle tenia 390 a 410 mm (15.4 a 16.1 in) de llarg, principalment gris a les parts superiors, més clar a les parts inferiors, amb iridescents plomes bronzejades al coll, i taques negres a les ales. La femella feia 38 a 40 cm, i era més apagada i bruna que el mascle en general. El jove era semblant a la femella, però sense irisacions. Habitava principalment en els boscos caducifolis de l'est d'Amèrica del Nord i també es va registrar en altres llocs, però es va criar principalment al voltant dels Grans Llacs. El colom migrava en enormes esbarts, a la recerca constant de menjar, refugi i llocs de reproducció, i una vegada va ser l'au més abundant a Amèrica del Nord, amb al voltant de 3 mil milions i possiblement fins a 5 mil milions. Un volador molt ràpid, el colom missatger podria aconseguir una velocitat de 100 km/h (62 mph). L'ocell s'alimentava principalment de llavors i també de fruites i invertebrats. Practicava el dormitori comunal i la cria comunal, i el gregarisme extrem pot estar relacionat amb la cerca d'aliment i la sacietat dels depredadors.

## Descripció
Els coloms migratoris tenien la grandària i l'aspecte general dels seus parents vius. El plomatge era blau al capdavant i al dors, vermellós al pit i blanc al ventre. Els ulls estaven envoltats de plomatge vermellós a manera d'"ulleres", i sobre les ales hi tenia algunes taques negres. També eren negres les plomes dels extrems d'ales i cua.
El colom migratori era sexualment dimorf en grandària i coloració. Pesava entre 260 i 340 g. El mascle tenia 390 a 410 mm (15.4 a 16.1 in) de llarg, principalment gris a les parts superiors, més clar a les parts inferiors, amb plomes iridescents bronzejades al coll, i taques negres a les ales. La femella feia 38 a 40 cm, i era més apagada i bruna que el mascle en general. El jove era semblant a la femella, però sense irisacions. Tenia el cap, el clatell i el coll posterior de color gris blavós. Als costats del coll i a la part superior del mantell hi tenia plomes iridescents que s'han descrit de diverses maneres com de bronze brillant, violeta o verd daurat, depenent de l'angle de la llum. La part superior de l'esquena i les ales eren d'un gris pàl·lid o pissarra amb tocs de marró oliva, que es tornava marró grisenc a les ales inferiors. La part inferior de l'esquena i el dors eren d'un gris blau fosc que es tornava marró grisenc a les plomes superiors de la cobertora caudal. Les plomes majors i mitjanes de la cobertora de l'ala eren de color gris pàl·lid, amb un petit nombre de taques negres irregulars prop de l'extrem. Les plomes primàries i secundàries de l'ala eren d'un color marró negrós amb una vora blanca estreta a la part exterior de les secundàries. Les dues plomes centrals de la cua eren de color gris marró, i la resta blanques.
El patró de la cua era distintiu, ja que tenia vores exteriors blanques amb taques negroses que es mostraven prominentment en vol. La part inferior de la gola i el pit eren d'un color rosat-vermellós intens, que es degradava cap a un rosa més pàl·lid més avall, i a blanc a l'abdomen i a les plomes de les cobertores subcaudals. Aquestes cobertores també tenien algunes taques negres. El bec era negre, mentre que els peus i les potes eren d'un vermell corall brillant. Tenia l'iris de color vermell carmí envoltat d'un estret anell ocular de color vermell porpra.L'ala del mascle mesurava de 196 a 215 mm, la cua de 175 a 210 mm, el bec de 15 a 18 mm i el tars de 26 a 28 mm.
El colom migratori femella adult era lleugerament més petit que el mascle, amb una longitud de 380 a 400 mm. Era més apagat que el mascle en general, i era d'un color marró grisenc al front, la corona i el clatell fins als escapularis, i les plomes dels costats del coll tenien menys iridescència que les del mascle. La part inferior de la gola i el pit eren d'un color gris beix que es va convertir en blanc al ventre i a les cobertores inferiors de la cua. Era més marró a les parts superiors i d'un color beix més pàl·lid i menys vermellós a les parts inferiors que el mascle. Les ales, l'esquena i la cua eren similars en aparença als del mascle, excepte que les vores exteriors de les plomes principals estaven vorejades de color beix o beix vermellós. Les ales tenien més taques que les del mascle. La cua era més curta que la del mascle, i les potes i els peus eren d'un vermell més pàl·lid. L'iris era de color vermell ataronjat, amb un anell orbital nu de color blau grisenc. L'ala de la femella feia de 180 a 210 mm, la cua de 150 a 200 mm, el bec de 15 a 18 mm i el tars de 25 a 28 mm.
El colom migratori juvenil tenia un plomatge similar a la femella adulta, però no tenia taques a les ales i era d'un color gris marró més fosc al cap, el coll i el pit. Les plomes de les ales tenien franges grises pàl·lides (també descrites com a puntes blanques), cosa que li donava un aspecte escamós. Les secundàries eren negre marró amb vores pàl·lides, i les plomes terciàries tenien un to vermellós. Les primàries també tenien vores de color marró vermellós. Les plomes del coll no tenien iridescència. Les potes i els peus eren d'un vermell apagat, i l'iris era marró, i estava envoltat d'un estret anell carmí. El plomatge dels sexes era similar durant el primer any.
Dels centenars de pells supervivents, només una sembla tenir un color aberrant: una femella adulta de la col·lecció de Walter Rothschild, Museu d'Història Natural de Tring. És d'un marró desgastat a les parts superiors, la cobertora de l'ala, les plomes secundàries i la cua (on altrament hauria estat grisa), i blanca a les plomes primàries i les parts inferiors. Les taques normalment negres són marrons, i és de color gris pàl·lid al cap, la part baixa de l'esquena i les plomes de la cobertora superior de la cua, però la iridescència no es veu afectada. La mutació marró és el resultat d'una reducció de l'eumelanina, a causa d'una síntesi incompleta (oxidació) d'aquest pigment. Aquesta mutació lligada al sexe és comuna en ocells salvatges femelles, però es creu que les plomes blanques d'aquest exemplar són, en canvi, el resultat del blanqueig a causa de l'exposició a la llum solar.
El colom migratori estava adaptat físicament per a la velocitat, la resistència i la maniobrabilitat en vol, i s'ha descrit com una versió aerodinàmica de la forma típica del colom, com la del colom salvatge generalitzat (Columba livia). Les ales eren molt llargues i punxegudes, i mesuraven 220 mm des de la corda de l'ala fins a les plomes primàries, i 120 mm fins a les secundàries. La cua, que representava gran part de la longitud total, era llarga i en forma de falca (o graduada), amb dues plomes centrals més llargues que la resta. El cos era prim i estret, i el cap i el coll eren petits.
L'anatomia interna del colom migratori rarament s'ha descrit. Robert W. Shufeldt va trobar poc més que diferenciés en l'osteologia de l'ocell respecte d'altres coloms quan va examinar un esquelet mascle el 1914, però Julian P. Hume, el 2015, va observar diverses característiques diferents quan va fer una descripció més detallada. Els músculs del pit particularment grossos del colom indicaven un vol potent (múscul pectoral major per a la volada descendent i el múscul més petit supracoracoideus per a la volada ascendent). L'os coracoide (que connecta l'escàpula, la fúrcula i l'estèrnum) era gros en relació amb la mida de l'ocell, 33,4 mm, amb tiges més rectes i extrems articulars més robustos que en altres coloms. La fúrcula tenia una forma de V més pronunciada i era més robusta, amb extrems articulars expandits. L'escàpula era llarga, recta i robusta, i l'extrem distal estava engrandit. L'estèrnum era molt gros i robust en comparació amb el d'altres coloms; la quilla tenia 25 mm de profunditat. Els processos uncinats superposats, que endureixen la caixa toràcica, estaven molt ben desenvolupats. Els ossos de les ales (húmer, radi, cúbit i carpometacarp) eren curts però robustos en comparació amb altres coloms. Els ossos de les potes eren similars als d'altres coloms.

## Distribució i hàbitat

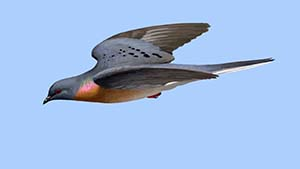
Exemplar en vol.

El colom migratori es trobava a la major part d'Amèrica del Nord a l'est de les Muntanyes Rocoses, des de les Grans Planes fins a la costa atlàntica a l'est, fins al sud del Canadà al nord i el nord de Mississipi al sud dels Estats Units, coincidint amb el seu hàbitat principal, els boscos caducifolis orientals. Dins d'aquesta àrea de distribució, migrava constantment a la recerca d'aliment i refugi. No és clar si els ocells preferien arbres i terrenys particulars, però possiblement no es van restringir a un tipus, sempre que es pogués suportar el seu nombre. Originalment es va criar des de les parts meridionals de l'est i centre del Canadà cap al sud fins a l'est de Kansas, Oklahoma, Mississipi i Geòrgia als Estats Units, però la principal àrea de reproducció era al sud d'Ontario i els estats dels Grans Llacs cap al sud a través dels estats al nord de les Muntanyes Apalatxes. Tot i que els boscos occidentals eren ecològicament similars als de l'est, aquests estaven ocupats per colom cuabarrat septentrional (Patagioenas fasciata), que poden haver mantingut fora els coloms migratoris mitjançant l'exclusió competitiva.
El colom migratori hivernava des d'Arkansas, Tennessee i Carolina del Nord fins al sud de Texas, la costa del Golf i el nord de Florida, tot i que els estols ocasionalment hivernaven fins al sud de Pennsilvània i Connecticut. Preferia hivernar en grans pantans, especialment aquells amb verns; si no hi havia pantans disponibles, les zones boscoses, especialment amb pins, eren els llocs de descans preferits. També hi va haver albiraments de coloms migratoris fora de l'àrea de distribució normal, fins i tot en diversos estats occidentals, Bermudes, Cuba i Mèxic, especialment durant hiverns severs. S'ha suggerit que alguns d'aquests registres extralimitats podrien haver estat deguts a l'escassetat d'observadors més que no pas a l'extensió real dels coloms migratoris; Amèrica del Nord era llavors un país inestable, i l'ocell podria haver aparegut en qualsevol lloc del continent excepte a l'extrem oest. També hi va haver registres de coloms a Escòcia, Irlanda i França, tot i que aquests ocells poden ser ocells captius escapats, o que els albiraments siguin incorrectes.
S'han trobat més de 130 fòssils de colom migratori escampats per 25 estats dels EUA, incloent-hi els pous bituminosos de La Brea a Califòrnia. Aquests registres daten de fa cent mil anys, a l'era del Plistocè, durant el qual l'àrea de distribució del colom es va estendre a diversos estats occidentals que no formaven part de la seva àrea de distribució moderna. Es desconeix l'abundància de l'espècie en aquestes regions i durant aquest temps.

## Vocalitzacions

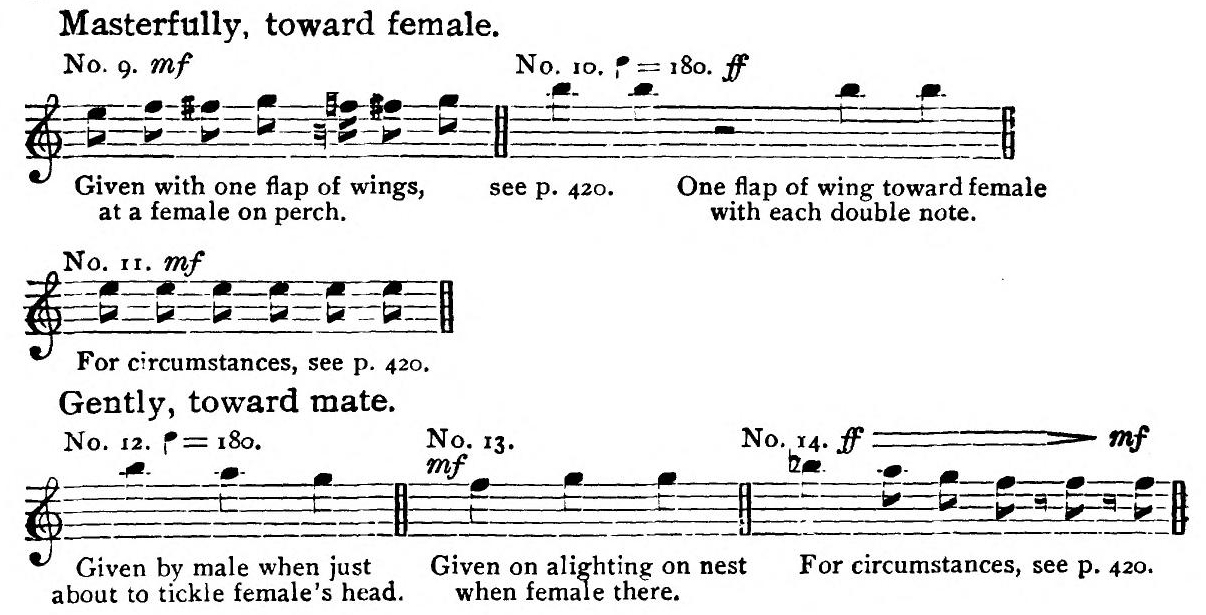
Notes musicals que documenten les vocalitzacions dels mascles, compilades per Wallace Craig el 1911.

El soroll produït pels estols de coloms migratoris es descrivia com a ensordidor, audible a quilòmetres de distància, i la veu de l'ocell com a forta, aspra i poc musical. Alguns també la descrivien com a cloqueigs, piulades i parrups, i com una sèrie de notes baixes, en lloc d'un cant real. Pel que sembla, els ocells feien sorolls de grallar quan construïen els nius i sons semblants a campanes quan s'aparellaven. Durant l'alimentació, alguns individus feien crits d'alarma quan s'enfrontaven a una amenaça, i la resta de l'estol s'unia al so mentre s'enlairaven.
El 1911, el científic conductista estatunidenc Wallace Craig va publicar un relat dels gestos i sons d'aquesta espècie com una sèrie de descripcions i notacions musicals, basades en l'observació de coloms migratoris captius de C. O. Whitman el 1903. Craig va compilar aquests registres per ajudar a identificar possibles supervivents en estat salvatge (ja que la tórtora nord-americana, Zenaida macroura, físicament similars es podrien confondre amb coloms migratoris), tot i que va assenyalar que aquesta "poca informació" era probablement tot el que quedaria sobre el tema. Segons Craig, un crit era un simple "keck" aspre que es podia fer dues vegades seguides amb una pausa entremig. Es deia que s'utilitzava per atraure l'atenció d'un altre colom. Un altre crit més freqüent i variable era com de protesta . Aquest so es descrivia com a "kie-kie-kie-kie" o "titi! titi! titi!", i s'usava per cridar la parella o a altres criatures que considerava enemics. Una variant d'aquest crit, descrita com un "piulet" llarg i prolongat, es podia usar per cridar un estol de coloms migratoris que passaven per sobre, que després aterraven en un arbre proper. "Kiihou" era un parrup suau que, seguit de notes "kick" o esbroncades més fortes, es dirigia a la parella de l'ocell. Un colom migratori que niava també emetia un flux d'almenys vuit notes mixtes que eren de to alt i baix i acabaven amb "kiihou". En general, les femelles de colom migratori eren més tranquil·les i cridaven amb poca freqüència. Craig va suggerir que la veu forta i estrident i la musicalitat "degenerada" eren el resultat de viure en colònies poblades on només es podien sentir els sons més forts.

## Hàbits
Aquesta espècie era fortament social, es mobilitzaven des de la primavera fins a la tardor i estaven àmpliament difoses per les regions orientals i centrals dels Estats Units. Les zones d'hivernada se situaven al Golf de Mèxic, desplaçant-se en estols de centenars de milers d'individus. Els testimonis dels primers naturalistes que les van descriure són simplement sorprenents: els estols en plena emigració eren tan grans que enfosquien el cel al passar per damunt i l'aleteig que produïen tots els integrants generava una brisa i un soroll apreciables. La bandada més gran registrada mesurava 1,6 km d'amplada, al voltant de 500 km de llarg i trigava catorze hores a creuar una zona.
Els coloms realitzaven aquestes migracions multitudinàries per dirigir-se a la zona de nidificació, localitzada al nord-est dels Estats Units, i després per tornar de tornada a l'àrea d'hivernada, situada al voltant d'aquesta i estesa des de Quebec i Saskatchewan, al Canadà, fins al golf de Mèxic. Per l'oest arribaven als primers contraforts de les Muntanyes Rocoses.
Un cop a la zona de nidificació, els animals dedicaven un parell de dies al seguici i l'aparellament. El mascle desvelava les intencions volant en cercles sobre la femella i després intentant fregar el coll amb el d'aquesta. En cas de mostrar-se receptiva, el mascle construïa un niu amb branques petites i després d'aparellar-se, la femella dipositava un únic ou al seu interior. Després d'això, la parella feia torns per incubar l'ou durant tretze dies, al cap dels quals feia eclosió, i després alimentava l'únic pollet entre quinze i disset dies més. L'únic aliment que el petit rebia durant aquest temps eren aliments semi-digerits i emmagatzemats pels pares en el pap, que en acabat eren regurgitats a la cria. Amb aquest nutritiu aliment, els pollets creixien tan ràpidament que passades dues setmanes ja els sortien plomes i només uns dies després abandonaven el niu i s'independitzaven. Per comunicar-se entre elles, els coloms migratoris feien servir una col·lecció de sons roncs similars a un "kek!" que significava diferents coses segons el fort, modulat o repetit que es pronunciés. En comptades ocasions emetien també una suau murmuració.

## Ecologia i comportament

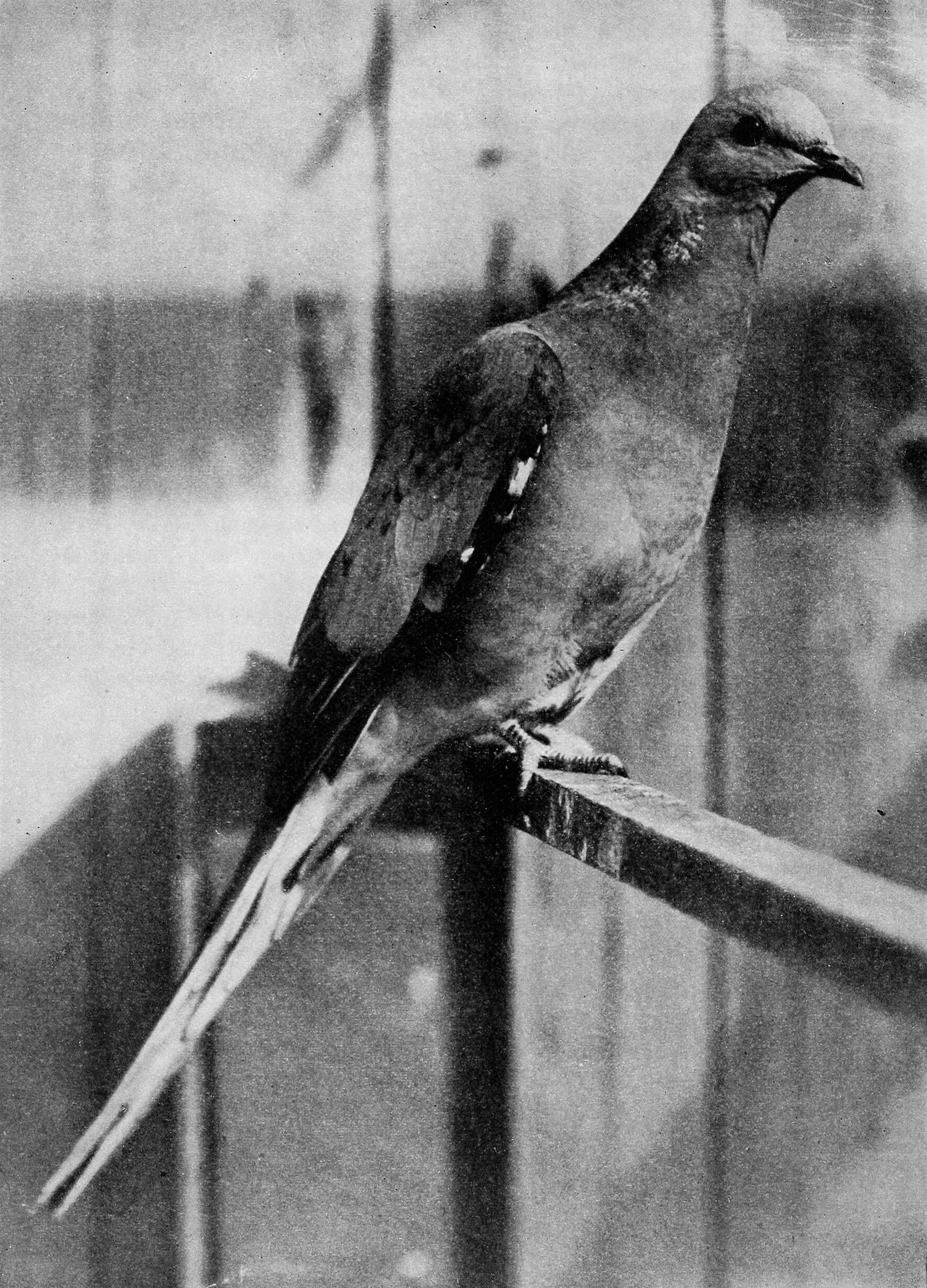
Exemplar mascle viu a l'aviari Whitman, 1896/98

El colom migratori era nòmada, migrava constantment a la recerca d'aliment, refugi o llocs de nidificació. A la seva Biografia Ornitològica de 1831, el naturalista i artista estatunidenc John James Audubon va descriure una migració que va observar el 1813 de la següent manera:
"Vaig baixar del cavall, vaig seure en una prominència i vaig començar a marcar amb el llapis, fent un punt per cada estol que passava. En poc temps, veient que la tasca que havia emprès era impracticable, ja que els ocells arribaven en infinites multituds, em vaig aixecar i, comptant els punts que havia posat, vaig trobar que n'havia fet 163 en vint-i-un minuts. Vaig continuar viatjant i trobava més ocells com més avançava. L'aire estava literalment ple de coloms; la llum del migdia es va obscurir com si fos un eclipsi; les deposicions queien per tot arreu, no gaire diferents de flocs de neu que es desfeien, i el constant brunzit de les ales tenia tendència a adormir els meus sentits ... No puc descriure't la bellesa extrema de les evolucions aèries, quan un falcó es va apropar per darrere de l'estol. De cop, com un torrent i amb un soroll semblant al tro, van formar una massa compacta, pressionant-se els uns als altres cap al centre. Aquestes masses gairebé sòlides, van lliscar endavant en línies ondulants i angulars, van descendir i van sobrevolar la terra a una velocitat inconcebible, van pujar perpendicularment de manera que semblaven una columna immensa, i quan eren molt amunt, es veien girant i retorçant-se en si mateix, que llavors s'assemblaven a les voltes d'una serp gegant ... Abans del capvespre vaig arribar a Louisville, a cinquanta-cinc milles de Hardensburgh. Els coloms continuaven passant en nombres igual de grans i ho van fer durant tres dies consecutius.
Aquests estols es descrivien sovint com tan densos que ennegrien el cel i no presentaven cap signe de subdivisió. Els estols oscil·laven entre només 1,0 m sobre el terra en condicions de vent fins a una alçada de 400 m. Aquests estols migratoris es trobaven normalment en columnes estretes que es cargolaven i ondulaven, i es van reportar en gairebé qualsevol forma imaginable. Amb una gran habilitat per volar, el colom migratori es calcula que volava a una velocitat mitjana de 100 km/h durant la migració. Volava amb aleteigs ràpids i repetits que augmentaven la velocitat de l'ocell a mesura que les ales s'aproximaven al cos. Era igualment hàbil i ràpid volant a través del bosc com en espais oberts. Un estol també era hàbil a l'hora de seguir el líder, i els estols giraven conjuntament per evitar depredadors. Quan aterraven, el coloms bategaven les ales repetidament abans de pujar-les en el moment de l'aterratge. El colom era maldestre quan es trobava a terra i es desplaçava amb passos bruscos i constant estat d'alerta.

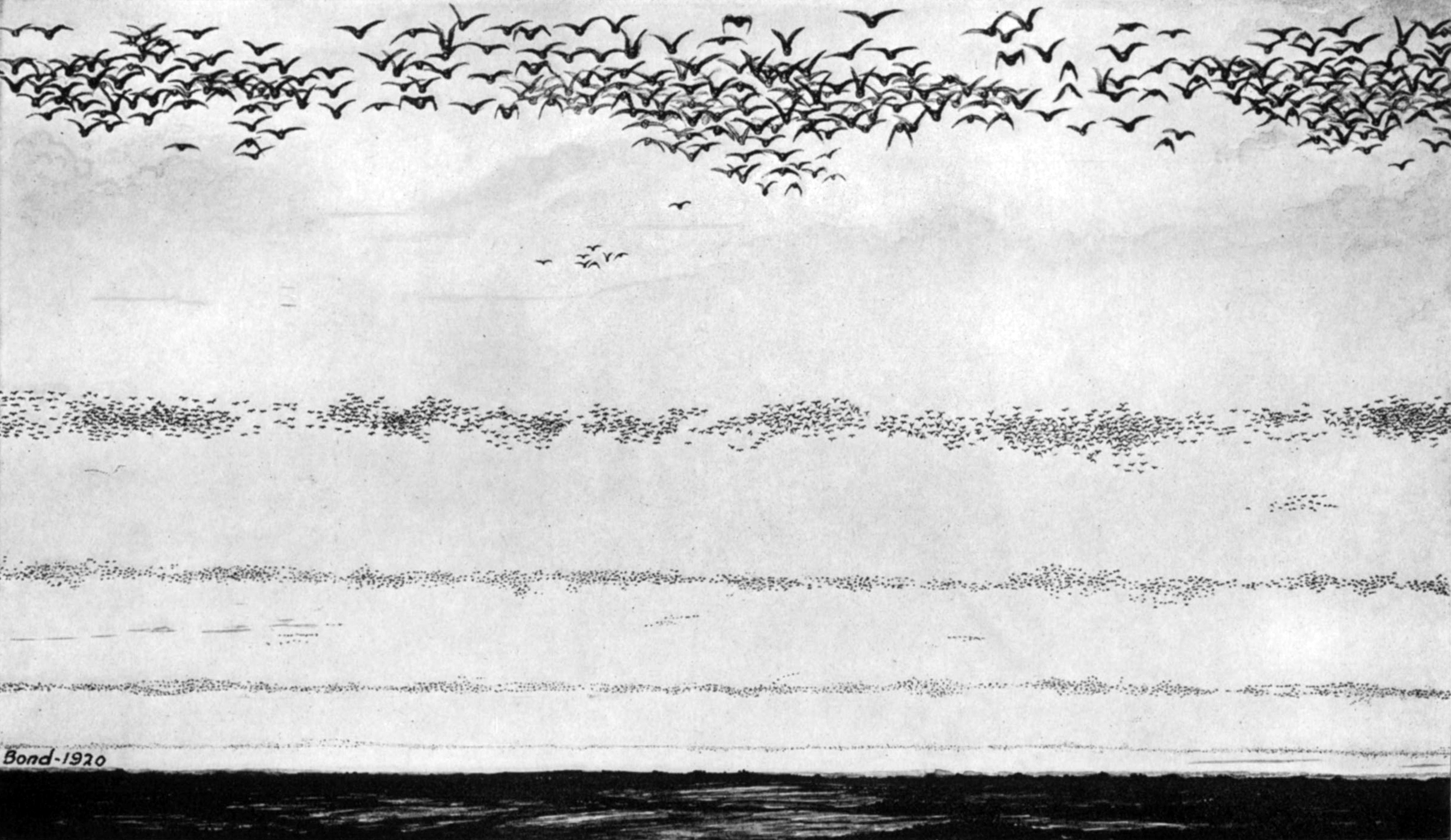
Il·lustració d'un estol de colom migratori, Frank Bond, 1920.

El colom migratori va ser un dels ocells més socials de tots els ocells terrestres. Es calcula que la població era de tres a cinc mil milions al seu màxim, i podria haver estat l'ocell més nombrós de la Terra; l'investigador Arlie W. Schorger va creure que representava entre el 25 i el 40 % de la població total d'ocells terrestres als Estats Units. A principis del segle XXI, la població històrica del colom migratori era aproximadament l'equivalent al nombre d'ocells que hivernaven als Estats Units cada any. Fins i tot dins de l'àrea de distribució, la mida dels estols individuals podia variar molt. El novembre de 1859, Henry David Thoreau, escrivint Concord, Massachusetts, va assenyalar que "un estol força petit de coloms [migratoris] va criar aquí l'estiu passat", mentre que només set anys més tard, el 1866, es va descriure un estol al sud d'Ontario com d'1,5 km d'amplada i 500 km de llargada, que trigava 14 hores a passar i que contenia més de 3.500 milions d'ocells. Aquest nombre probablement representaria una gran fracció de tota la població en aquell moment, o potser tota. La majoria de les estimacions de nombres es basaven en colònies migratòries individuals, i es desconeix quantes d'aquestes existien en un moment determinat. L'escriptor estatunidenc Christopher Cokinos ha suggerit que si els ocells volessin en fila índia, s'haurien estès al voltant de la Terra 22 vegades.
Un estudi genètic del 2014 (basat en la teoria de la coalescència i en "seqüències de la major part del genoma" de tres coloms migratoris individuals) va suggerir que la població de coloms migratoris va experimentar fluctuacions dràstiques durant l'últim milió d'anys, a causa de la dependència de la disponibilitat de fruits dels arbres dels boscos (que al seu torn fluctua). L'estudi va suggerir que l'ocell no sempre era abundant, persistint principalment al voltant d'1/10.000 de la quantitat dels diversos milers de milions estimats al segle XIX, amb un nombre molt més gros present durant les fases de brots. Alguns primers relats també suggereixen que l'aparició d'estols en gran nombre va ser un fet irregular. Aquestes grans fluctuacions en la població poden haver estat el resultat d'un ecosistema alterat i han consistit en poblacions de brots molt més grans que les comunes en l'època preeuropea. Els autors de l'estudi genètic del 2014 assenyalen que una anàlisi similar de la mida de la població humana arriba a una "mida de població efectiva" d'entre 9.000 i 17.000 individus (o aproximadament 1/550.000 del màxim de la mida total de la població humana de 7.000 milions citat a l'estudi).
Per a un estudi genètic del 2017, els autors van seqüenciar els genomes de dos coloms migratoris addicionals, així com analitzar l'ADN mitocondrial de 41 individus. Aquest estudi va trobar proves que la població de coloms migratoris havia estat estable durant almenys els vint mil anys anteriors. L'estudi també va trobar que la mida de la població de coloms migratoris durant aquest període de temps era més gran que la trobada a l'estudi genètic del 2014. Tanmateix, l'estimació "conservadora" de l'estudi del 2017 d'una "mida de població efectiva" de 13 milions d'ocells encara és només aproximadament 1/300 de la població històrica estimada de l'ocell d'aproximadament 3-5.000 milions abans del seu "declivi del segle XIX i eventual extinció". Un estudi similar que infereix la mida de la població humana a partir de la genètica (publicat el 2008 i utilitzant ADN mitocondrial humà i mètodes d'inferència coalescent bayesiana) va mostrar una precisió considerable en reflectir els patrons generals de creixement de la població humana en comparació amb les dades deduïdes per altres mitjans, tot i que l'estudi va arribar a una mida de població efectiva humana (a partir de l'any 1600 dC, per a Àfrica, Euràsia i les Amèriques combinades) que era aproximadament 1/1000 de l'estimació de la població del cens per al mateix temps i àrea basada en proves antropològiques i històriques.
L'estudi genètic del colom migratori del 2017 també va trobar que, malgrat la gran mida de població, la diversitat genètica era molt baixa en l'espècie. Els autors van suggerir que això era un efecte secundari de la selecció natural, que la teoria i estudis empírics anteriors suggerien que podria tenir un impacte particularment gran en espècies amb poblacions molt grans i cohesionades. La selecció natural pot reduir la diversitat genètica en regions extenses d'un genoma mitjançant "escombrades selectives" o "selecció de fons". Els autors van trobar evidències d'una taxa més ràpida d'evolució adaptativa i una eliminació més ràpida de mutacions nocives en els coloms migratoris en comparació amb els coloms de cua de banda, que són alguns dels parents vius més propers dels coloms migratoris. També van trobar evidències d'una menor diversitat genètica en regions del genoma del colom migratori que tenien taxes més baixes de recombinació genètica. Això fora d'esperar si la selecció natural, mitjançant escombrades selectives o selecció de fons, va reduir la seva diversitat genètica, però no si la inestabilitat de la població ho va fer. L'estudi va concloure que el suggeriment anterior que deia que la inestabilitat de la població va contribuir a l'extinció de l'espècie no era vàlid. El biòleg evolutiu A. Townsend Peterson va dir sobre els dos estudis genètics de coloms migratoris (publicats el 2014 i el 2017) que, tot i que la idea de fluctuacions extremes en la població de coloms migratoris estava "profundament arrelada", va quedar convençut per l'argument de l'estudi del 2017, a causa de la "anàlisi en profunditat" i els "recursos de dades massius".

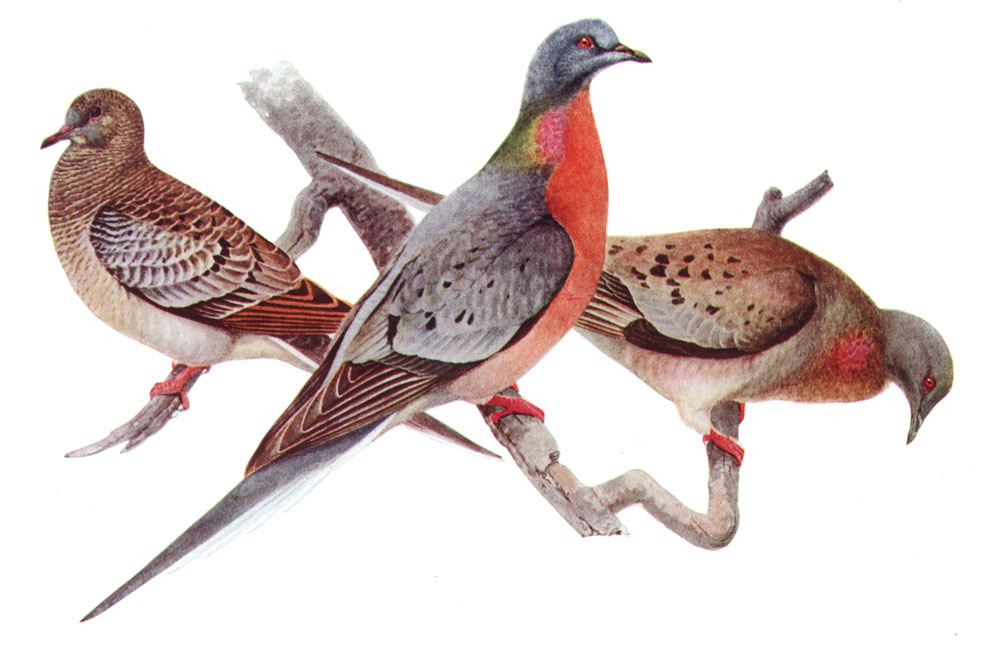
Juvenil (esquerra), mascle (centre), femella (dreta), Louis Agassiz Fuertes, 1910.

Gràcies a una mena de descans comunitari, el colom migratori triava llocs de descans que podien proporcionar refugi i prou aliment per mantenir el gran nombre durant un període indefinit. El temps que passava en un lloc de descans podia haver depès de l'abast de la persecució humana, les condicions meteorològiques o altres factors desconeguts. Els descansos variaven en mida i extensió, des d'uns pocs quilòmetres quadrats fins a 260 km² o més. Algunes zones de descans podien reutilitzar-se durant els anys següents, d'altres només una vegada. El colom migratori es posava en tant nombre que fins i tot les branques gruixudes dels arbres es trencaven sota la pressió. Els ocells sovint s'amuntegaven els uns sobre els altres per posar-se. Descansaven en una posició encorbada que els amagava els peus. Dormien amb el bec amagat per les plomes del mig del pit mentre mantenien la cua en un angle de 45 graus. Els excrements es podien acumular sota un lloc de descans fins a una profunditat de més de 0,3 m.
Si el colom es posava alerta, sovint estirava el cap i el coll en línia amb el cos i la cua, i després assentia amb el cap en un patró circular. Quan un altre colom l'amenaçava, aixecava les ales amenaçadorament, però els coloms migratoris gairebé mai no lluitaven. El colom es banyava en aigües poc profundes i en acabat es jeia a cada costat per torns i aixecava l'ala oposada per eixugar-la.
El colom migratori bevia almenys un cop al dia, normalment a l'alba, introduint completament el bec en llacs, petits estanys i rierols. Es veien coloms posats els uns sobre els altres per accedir a l'aigua i, si calia, l'espècie podia posar-se en aigües obertes per beure. Una de les principals causes de mortalitat natural era el clima, i cada primavera molts individus morien congelats després de migrar cap al nord massa aviat. En captivitat, un colom migratori era capaç de viure almenys quinze anys; Martha, l'últim colom migratori viu conegut, tenia almenys disset anys i possiblement fins a 29 quan va morir. No està documentat quant de temps viuen els coloms salvatges.
Es creu que l'ocell va tenir un paper ecològic important en la composició dels boscos precolombins de l'est d'Amèrica del Nord. Per exemple, mentre el colom migratori existia, els boscos estaven dominats per roures blancs. Aquesta espècie germinava a la tardor, cosa que feia que les lavors fossin gairebé inútils com a font d'aliment durant la temporada de cria de primavera, mentre que els roures americans produïen glans durant la primavera, que els coloms devoraven. L'absència de consum de llavors per part del colom migratori pot haver contribuït al domini modern dels roures americans. A causa de la immensa quantitat de fems present als llocs de descans, poques plantes podien créixer durant anys després que els coloms marxessin. A més, l'acumulació de restes inflamables (com ara branques trencades d'arbres i fullatge mort pels excrements) en aquests llocs podia haver augmentat tant la freqüència com la intensitat dels incendis forestals, cosa que hauria afavorit espècies tolerants al foc, com altres espècies de roures (Quercus macrocarpa), el Q. velutina i el roure blanc, enfront d'espècies menys tolerants al foc, com el roure americà, cosa que ajuda a explicar el canvi en la composició dels boscos orientals des de l'extinció del colom migratori (des que les diferents espècies de roure predominaven en els boscos originaris, fins a la "dramàtica expansió" del roure americà actuals).
Un estudi publicat el 2018 va concloure que el "gran nombre" de coloms migratoris presents durant "desenes de milers d'anys" hauria influït en l'evolució de les espècies d'arbres les llavors de les quals menjaven. Aquells arbres que produïen llavors durant la temporada de nidificació de primavera (com els roure americà) van evolucionar de manera que una part de les llavors seria massa grossa perquè els coloms migratoris les empassessin (permetent així que algunes de les llavors escapessin de la depredació i fessin créixer nous arbres). El roure blanc, en canvi, amb llavors de mida constant que les fan comestibles, va desenvolupar un patró de generació de llavors irregular que tenia lloc a la tardor, quan hi hauria hagut menys coloms migratoris. L'estudi va concloure a més que això va permetre que els roures blancs fossin l'espècie arbòria dominant a les regions on els coloms migratoris eren habitualment presents a la primavera.
Amb el gran nombre d'estols de coloms migratoris, els excrements que produïen eren suficients per destruir la vegetació superficial en llocs de descans a llarg termini, alhora que afegien grans quantitats de nutrients a l'ecosistema. A causa d'això, juntament amb la ruptura de les branques dels arbres sota el pes col·lectiu i la gran quantitat de llavors que consumien, es creu que els coloms migratoris van influir tant en l'estructura dels boscos orientals com en la composició de les espècies que hi eren presents. A causa d'aquestes influències, alguns ecòlegs han considerat el colom migratori una espècie clau, amb la desaparició dels vastos estols deixant un buit important en l'ecosistema. El paper en la creació de pertorbacions forestals s'ha relacionat amb una major diversitat de vertebrats als boscos mitjançant la creació de més nínxols perquè els animals els omplin. Per ajudar a omplir aquest buit ecològic, s'ha proposat que els gestors de terres moderns intentin replicar alguns dels efectes sobre l'ecosistema creant obertures a les capçades dels boscos per proporcionar més llum al sotabosc.
Els castanyers americans que proporcionaven gran part de l'aliment del colom migratori van ser gairebé abocats a l'extinció per un fong asiàtic importat (tipus del castanyer) al voltant de 1905. Es creu que fins a trenta mil milions d'arbres van morir en les dècades següents a causa d'aquest fong, però això no va afectar el colom migratori, que ja estava extingit en estat salvatge en aquell moment.
Després de la desaparició del colom migratori, la població d'una altra espècie que s'alimentava de glans, el ratolí de potes blanques (Peromyscus leucopus), va créixer exponencialment a causa de l'augment de la disponibilitat de les llavors dels roures, faigs i castanyers. S'ha especulat que l'extinció dels coloms migratoris pot haver augmentat la prevalença de la malaltia de Lyme transmesa per paparres en els temps moderns, ja que els ratolins de potes blanques són els hostes reservori de Borrelia burgdorferi.

### Dieta

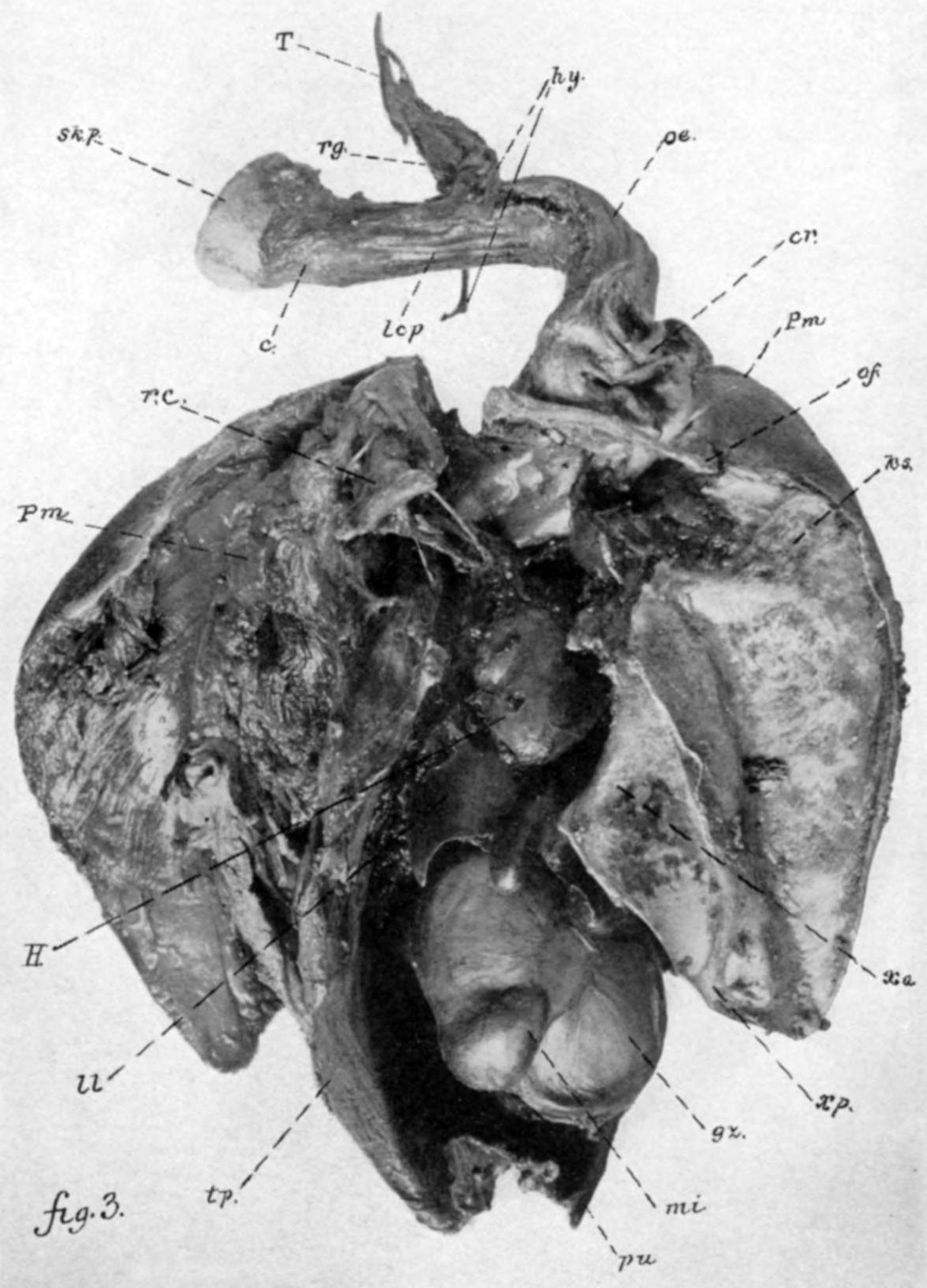
Òrgans interns de Martha, l'últim individu: cr. denota el budell, gz. el pedrer, 1915.

Els faigs i els roures produïen el gla necessari per mantenir els estols de nidificació i descans. El colom migratori canviava la dieta segons l'estació. A la tardor, l'hivern i la primavera, menjava principalment fages, glans i castanyes. Durant l'estiu, les baies i les fruites més toves, com ara nabius, raïm, cireres, mores, gerds i sanginyol del Canadà (Cornus canadensis), es van convertir en els principals objectes de consum. També menjava cucs, erugues, caragols i altres invertebrats, sobretot durant la cria. Aprofitava els cereals cultivats, en particular el fajol, quan els trobava. Li agradava especialment la sal, que ingeria de fonts salobres o de sòl salat.
El glans es produïen en grans quantitats en diferents llocs en diferents moments, i rarament en anys consecutius, la qual cosa era una de les raons per les quals els grans estols estaven constantment en moviment. Com que els glans es produeixen durant la tardor, n'hi hauria d'haver una gran quantitat a l'estiu, quan es criaven les cries. Es desconeix com van localitzar aquesta font d'aliment fluctuant, però la vista i la capacitat de vol els van ajudar a examinar grans àrees per trobar llocs que poguessin proporcionar prou menjar per a una estada temporal.
El colom migratori buscava menjar en estols de desenes o centenars de milers d'individus que regiraven fulles, terra i neu amb el bec a la recerca d'aliment. Un observador va descriure el moviment d'aquest estol a la recerca de l'arbre com un aspecte ondulant, ja que els ocells de la part posterior de l'estol volaven per sobre cap a la part davantera de l'estol, deixant caure fulles i herba en vol. Els estols tenien el caire d'atac molt ample per escanejar millor el paisatge a la recerca de fonts d'aliment.
Quan els fruits secs d'un arbre es desprenien de les branques, un colom aterrava en una branca i, mentre s'agitava vigorosament per mantenir l'equilibri, agafava el fruit sec, l'arrencava i se l'empassava sencer. Col·lectivament, un estol que buscava menjar era capaç d'eliminar gairebé totes les fruites i fruits secs al seu pas. Els ocells de la part posterior de l'estol volaven cap al davant per recollir aliments en terrenys no explorats; tanmateix, els ocells mai s'allunyaven gaire de l'estol i tornaven ràpidament si s'aïllaven. Es creu que els coloms utilitzaven senyals socials per identificar fonts abundants d'aliment, i un estol de coloms que veien altres coloms alimentant-se a terra sovint s'hi unia. Durant el dia, els ocells abandonaven el lloc de descans per buscar menjar en terrenys més oberts. Regularment, volaven de 100 a 130 km d'aquest lloc de descans diàriament a la recerca d'aliment, i alguns coloms, segons s'informa, viatjaven fins a 160 km, deixant la zona de descans d'hora i tornant a la nit.
La boca i la gola, molt elàstiques, del colom migratori i una articulació al bec inferior li permetien empassar-se glans senceres. Podia emmagatzemar grans quantitats d'aliment al budell, que podia expandir-se fins a la mida d'una taronja, fent que el coll s'inflés i permetent a l'ocell agafar ràpidament qualsevol aliment que descobrís. Es descrivia que el colom migratori podia contenir almenys 17 glans o 28 fages, 11 grans de blat de moro, 100 llavors d'auró, a més d'altres materials; es calculava que un colom migratori necessitava menjar uns 61 cm³ d'aliment al dia per sobreviure. Si se li disparava, un colom migratori ple de nous queia a terra amb un so descrit com el fet de dringar d'una bossa de bales. Després d'alimentar-se, els coloms es posaven a les branques i digerien l'aliment emmagatzemat durant la nit amb l'ajuda d'un pedrer musculós, que sovint contenia grava.
El colom podia menjar i digerir 100 g de glans al dia. A la població històrica de tres mil milions de coloms migratoris, això equivalia a 210.000.000 L d'aliment al dia. El colom podia regurgitar menjar quan hi havia menjar més desitjable disponible. Un estudi del 2018 va descobrir que l'amplitud de dieta del colom migratori estava restringit a certes mides de llavors, a causa de la mida de l'esòfag. Això li hauria impedit menjar algunes de les llavors d'arbres com el roure americà, els Quercus velutina i el castanyer americà. Concretament, l'estudi va descobrir que entre el 13% i el 69% de les llavors de roure americà eren massa grossos perquè els coloms migratoris les haguessin empassat, que només una "petita proporció" de les llavors de Q. velutina i castanyer americà eren massa grossos perquè els ocells les consumissin, i que totes les llavors de roure blanc tenien una mida que les feia comestibles. També van descobrir que les llavors es destruïen completament durant la digestió, cosa que dificultava la dispersió de les llavors d'aquesta manera. En canvi, els coloms migratoris poden haver escampat llavors per regurgitació o després de morir.

### Reproducció

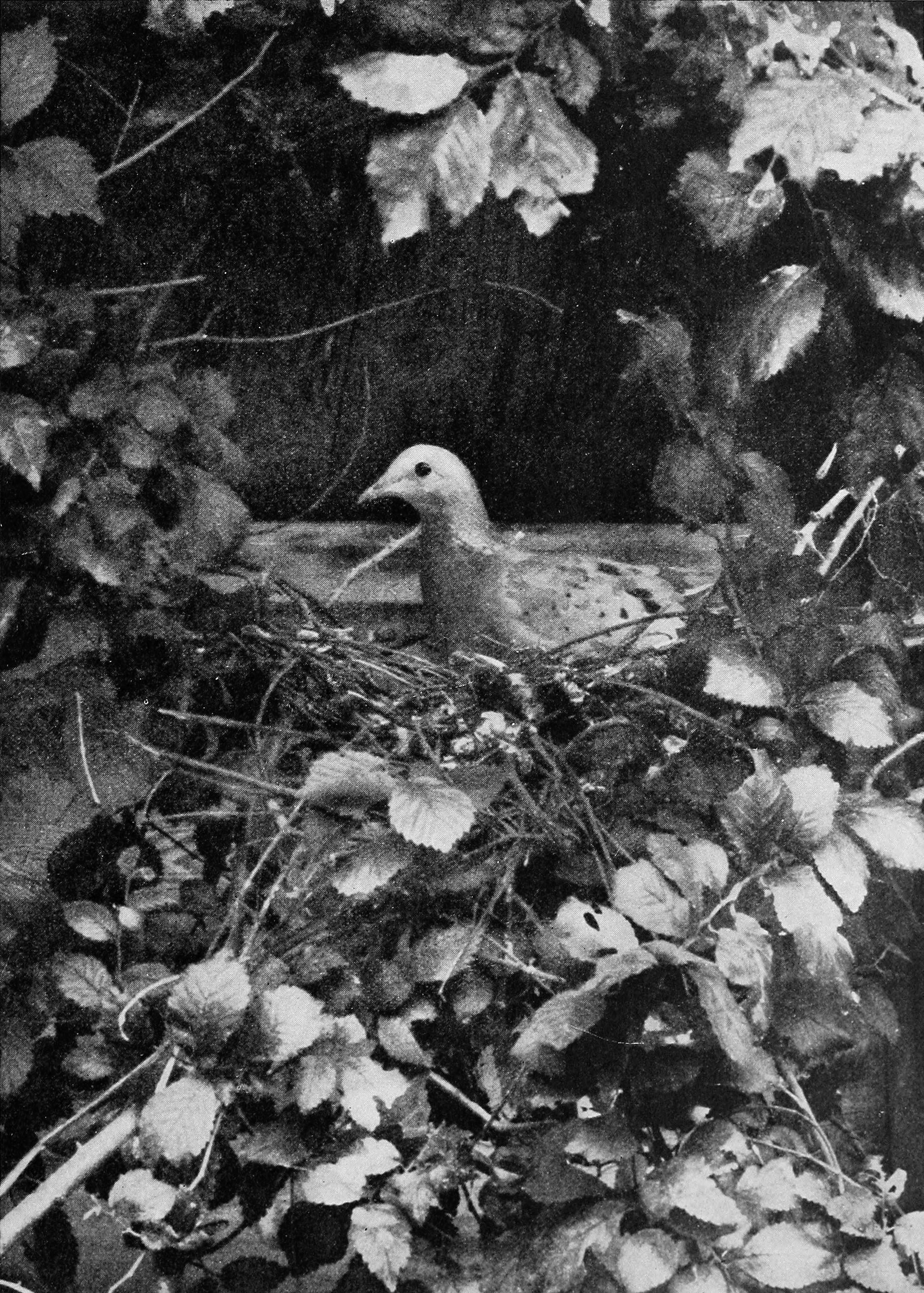
Ocell captiu nidificant i desconfiat del fotògraf.

A més de trobar llocs de descans, les migracions del colom migratori estaven relacionades amb la cerca de llocs adequats perquè aquest ocell que cria en comunitat niés i criés. No se sap amb certesa quantes vegades a l'any els ocells criaven; el més probable sembla que era un sol cop, però alguns relats suggereixen que més. El període de nidificació durava entre quatre i sis setmanes. L'estol arribava a una zona de nidificació al voltant de març a les latituds meridionals, i un temps més tard a zones més septentrionals. El colom no tenia fidelitat al lloc, sovint escollint niar en un lloc diferent cada any. La formació d'una colònia de nidificació no necessàriament tenia lloc fins diversos mesos després que els coloms arribessin a les zones de cria, normalment a finals de març, abril o maig.
Les colònies, que es coneixien com a "ciutats", eren immenses, que anaven des de 49 ha fins a milers d'hectàrees, i sovint tenien forma llarga i estreta (en forma de L), amb algunes zones intactes per raons desconegudes. A causa de la topografia, rarament eren contínues. Com que no es van registrar dades precises, no és possible donar més que estimacions sobre la mida i la població d'aquestes zones de nidificació, però la majoria dels relats esmenten colònies que contenen milions d'ocells. La zona de nidificació més gran mai registrada va ser al centre de Wisconsin el 1871; es va informar que cobria 2.200 km², i es va estimar que el nombre d'ocells que hi niaven era d'uns 136.000.000. A més d'aquestes "ciutats", hi havia informes regulars d'estols molt més petits o fins i tot parelles individuals que establien un lloc de nidificació. Els ocells no sembla que s'haguessin format com a vastes colònies de cria a la perifèria de l'àrea de distribució.
El festeig tenia lloc a la colònia de nidificació. A diferència d'altres coloms, el festeig tenia lloc en una branca o perxa. El mascle, amb un moviment d'ales, feia un crit de "kick" mentre era a prop d'una femella. Aleshores, el mascle s'agafava fort a la branca i baten vigorosament les ales amunt i avall. Quan el mascle era a prop de la femella, es pressionava contra ella a la perxa amb el cap ben alt i assenyalant-la. Si era receptiva, la femella es pressionava contra el mascle. Quan estaven a punt d'aparellar-se, la parella s'empolainava mútuament. A continuació, els ocells becaven, en què la femella introduïa el bec i l'agafava, s'agitava durant un segon i se separava ràpidament mentre estaven drets l'un al costat de l'altre. Aleshores, el mascle pujava a l'esquena de la femella i copulava, cosa que anava seguida d'un cloqueig suau i ocasionalment més empoilament. John James Audubon va descriure el festeig del colom migratori de la següent manera:

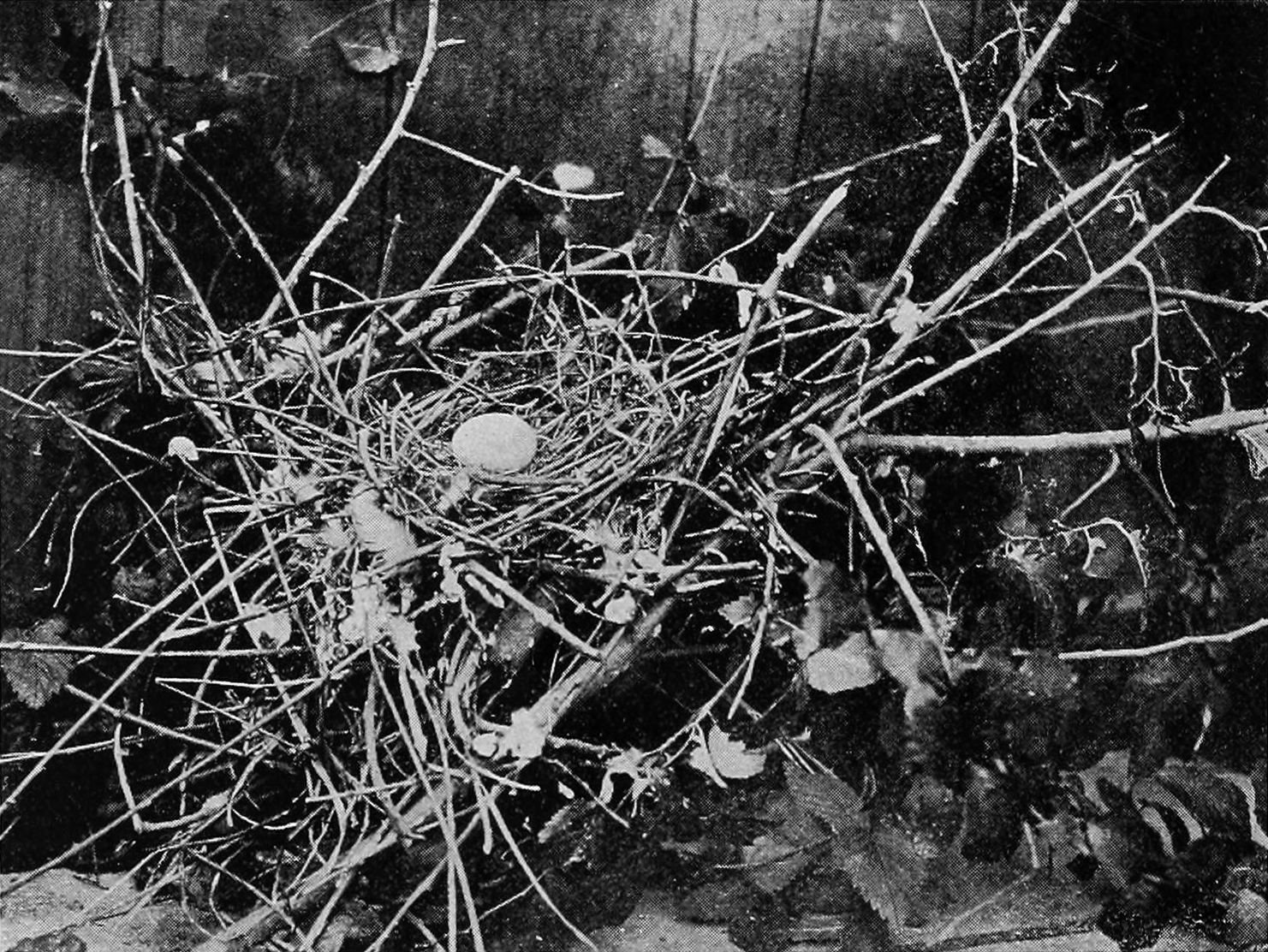
Niu i ou a l'aviari de Whitman.

"Allà s'hi reuneixen les innombrables miríades i es preparen per complir una de les grans lleis de la natura. En aquest període, la nota del colom és un suau cucu-cucu molt més curt que el de les espècies domèstiques. Les notes comunes s'assemblen als monosíl·labs ki-ki-ki-ki, sent el primer el més fort, i les altres disminueixen gradualment en potència. El mascle adopta un comportament pompós i segueix la femella, sigui a terra o a les branques, amb la cua estesa i les ales caigudes, que frega contra la part sobre la qual es mou. El cos s'eleva, la gola s'infla, els ulls brillen. Continua el cant i, de tant en tant, s'enlaira i vola uns quants metres per apropar-se a la femella fugitiva i atemorida. Com el colom domèstic i altres espècies, s'acaricien mútuament amb el bec, en aquesta acció, el bec d'un s'introdueix transversalment al de l'altre, i ambdues parts vomiten alternativament el contingut del pap amb esforços repetits."
Després d'observar ocells en captivitat, Wallace Craig va descobrir que aquesta espècie empaitava i gallejava menys que altres coloms (ja que era incòmoda a terra), i va pensar que era probable que no es transferís menjar durant el breu contacte entre becs (a diferència d'altres coloms), i per tant va considerar que la descripció d'Audubon es basava parcialment en l'analogia amb altres coloms, així com en la imaginació.
Els nius es construïen immediatament després de la formació de la parella i trigaven de dos a quatre dies a construir-se; aquest procés estava altament sincronitzat dins d'una colònia. La femella triava el lloc de nidificació asseient-s'hi i movent les ales. El mascle seleccionava acuradament els materials de nidificació, normalment branquetes, i els donava a la femella per sobre l'esquena. El mascle anava a buscar més material de nidificació mentre la femella construïa el niu sota seu. Els nius es construïen entre 2 i 20,1 m per sobre de terra, tot i que l'habitual era per sobre dels 4,0 m, i estaven fets de 70 a 110 branquetes teixides per crear un bol solt i poc profund a través del qual es podia veure fàcilment l'ou. Aquest bol estava normalment folrat amb branquetes més fines. Els nius feien uns 150 mm d'amplada, 61 mm d'alçada i 19 mm de profunditat. Tot i que el niu s'ha descrit com a tosc i fràgil en comparació amb els de molts altres ocells, es podien trobar restes de nius en llocs on la nidificació havia tingut lloc diversos anys abans. Gairebé tots els arbres capaços de suportar nius en tenien, sovint més de 50 per arbre; es va registrar una cicuta (Conium maculatum) amb 317 nius. Els nius es col·locaven en branques fortes a prop dels troncs dels arbres. Alguns relats afirmen que el terra sota la zona de nidificació semblava que s'hagués escombrat, a causa que totes les branquetes es van recollir alhora, però aquesta zona també hauria estat coberta de fems. Com que tots dos sexes tenien cura del niu, les parelles eren monògames durant la durada de la nidificació.

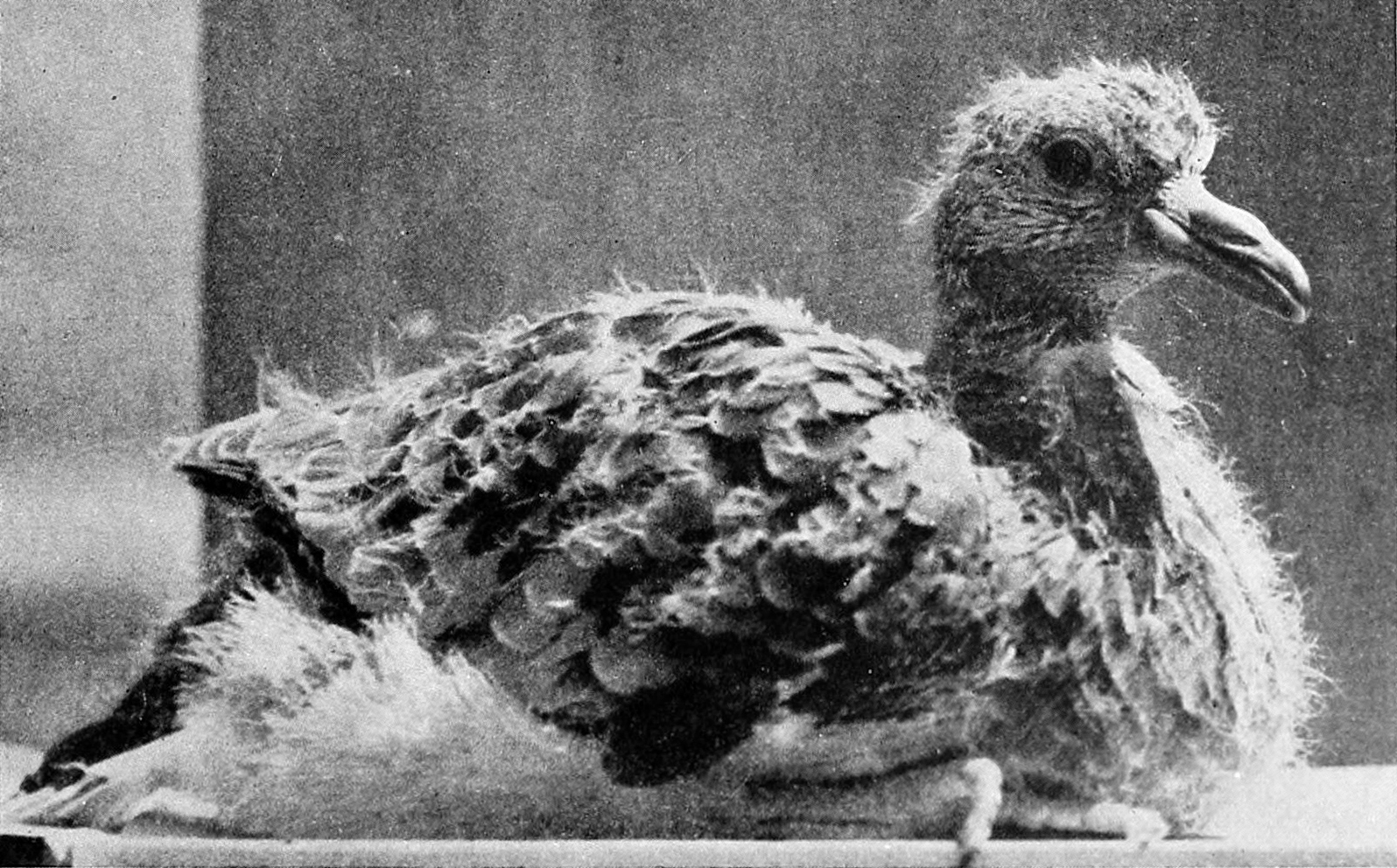
Pollet viu de colom migratori.

Generalment, els ous es ponia durant les dues primeres setmanes d'abril a tota l'àrea de distribució del colom. Cada femella ponia l'ou immediatament o gairebé immediatament després que el niu estigués complet; de vegades el colom es veia obligat a pondre'l a terra si el niu no estava complet. La mida normal de la posta sembla que era d'un sol ou, però hi ha certa incertesa sobre això, ja que també s'han reportat dos dels mateixos nius. De vegades, una segona femella ponien el seu ou al niu d'una altra femella, cosa que provocava la presència de dos ous. L'ou era blanc i de forma ovalada i tenia una mida mitjana de 40 per 34 mm. Si es perdia l'ou, era possible que el colom pongués un ou de recanvi en una setmana. Se sap que tota una colònia tornava a niar després que una tempesta de neu els obligués a abandonar la colònia original.] Tots dos pares incubaven l'ou durant 12 a 14 dies, amb el mascle incubant-lo des de mig matí fins a mitja tarda i la femella incubant-lo la resta del temps.
En descloure, el pollet era cec i escassament cobert de plomissol groc, semblant a pèl. El niu era construït ràpidament i en catorze dies pesava tant com els pares. Els pollets eren alimentats amb llet de pap (una substància similar al mató, produïda en el pap dels ocells progenitors) exclusivament durant els primers dies després de l'eclosió. L'aliment per a adults era introduït gradualment passats de tres a sis dies. Després de 13 a 15 dies, els pares alimentaven el pollet per última vegada i l'abandonaven, abandonant la zona de nidificació en massa. El pollet demanava aliment al niu durant un dia o dos abans de deixar el niu i voleiar fins a terra, després d'això, es desplaçava evitant obstacles i demanava menjar als adults del voltant. encara havien de passar tres o quatre dies més abans no volés. Tot el cicle de nidificació durava uns trenta dies. Es desconeix si les colònies tornaven a niar després d'una nidificació reeixida. El colom migratori madurava sexualment durant el primer any de vida i ja es reproduïa la primavera següent. Alfred Russel Wallace, en el seu històric article de 1858 Sobre la tendència de les espècies a formar varietats i sobre la perpetuació de les varietats i espècies pels mitjans naturals de selecció, va utilitzar el colom migratori com a exemple d'una espècie immensament reeixida tot i pondre menys ous que la majoria d'altres ocells:
"Per tant, sembla que, pel que fa a la permanència de l'espècie i al manteniment del nombre mitjà d'individus, les grans cries són supèrflues. De mitjana, totes les que superen un individu es converteixen en aliment per a falcons i milans, gats salvatges i mosteles, o moren de fred i gana quan arriba l'hivern. Això es demostra sorprenentment amb el cas d'espècies particulars; ja que trobem que l'abundància d'individus no té cap relació amb la fertilitat i en la producció de descendència. Potser l'exemple més remarcable d'una immensa població d'ocells és el del colom migratori dels Estats Units, que només pon un ou, o com a màxim dos, i es diu que generalment només cria un poll. Per què aquest ocell és tan extraordinàriament abundant, mentre que d'altres que produeixen dues o tres vegades més cries són molt menys abundants? L'explicació no és difícil. L'aliment més adequat per a aquesta espècie, i del qual prospera millor, es distribueix abundantment per una regió molt extensa, oferint tals diferències de sòl i clima, que en una part o altra de la zona el subministrament mai falla. L'ocell és desplaça amb un vol molt ràpid i continuat, de manera que pot passar sense fatiga per tot el districte que habita, i tan bon punt el subministrament d'aliment comença a fallar en un lloc, pot descobrir un lloc d'alimentació fresc. Aquest exemple ens mostra sorprenentment que l'obtenció d'un subministrament constant d'aliment saludable és gairebé l'única condició necessària per assegurar el ràpid augment d'una espècie determinada, ja que ni la fecunditat limitada ni els atacs desenfrenats dels rapinyaires i de l'home són suficients per frenar-ho. En cap altre ocell aquestes circumstàncies peculiars es combinen de manera tan sorprenent. O bé l'aliment és més propens a fallar, o no tenen prou força d'ales per buscar-lo en una àrea extensa, o durant alguna estació de l'any es torna molt escàs i s'han de trobar substituts menys saludables; i així, tot i que són més fèrtils en descendència, mai poden augmentar més enllà del subministrament d'aliment en les temporades menys favorables."

### Depredadors i paràsits

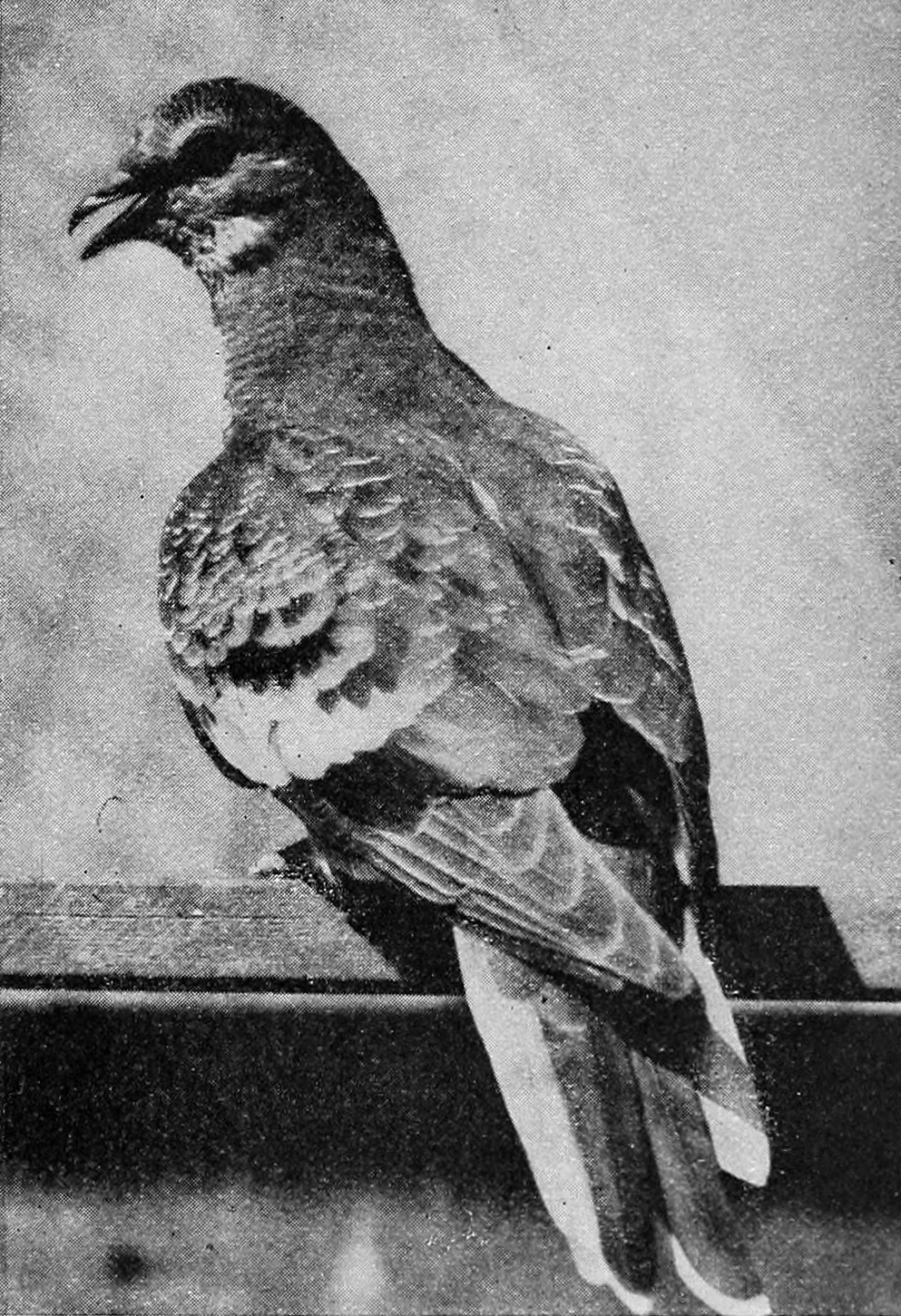
Ocell immadur; Les cries eren vulnerables als depredadors després d'abandonar el niu.

Les colònies de nidificació van atreure un gran nombre de depredadors, com ara el visó americà (Neogale vison), la mostela cuallarga (Neogale frenata), la marta nord-americana (Martes americana) i l'os rentador (Procyon lotor) que s'alimentaven d'ous i pollets, rapinyaires com ara mussols, falcons i àguiles que s'alimentaven de pollets i adults, i llops (Canis lupus), guineus (Urocyon cinereoargenteus i Vulpes vulpes), linx roig (Lynx rufus), ossos negres americans (Ursus americanus) i pumes (Puma concolor) que s'alimentaven d'adults ferits i pollets caiguts. Els rapinyaires del gènere Accipiter i els falcons perseguien i s'alimentaven de coloms en vol, que executaven maniobres aèries complexes per evitar-los; L'astor de Cooper (Accipiter cooperii) era conegut com el "gran astor dels coloms" a causa del seu èxit, i suposadament aquests astors seguien els coloms migratoris. Mentre que molts depredadors se sentien atrets pels estols, els coloms individuals estaven en gran manera protegits a causa de la mida de l'estol, i en general la depredació podia infligir pocs danys a l'estol. Malgrat el nombre de depredadors, les colònies de nidificació eren tan grans que s'estimava que tenien una taxa d'èxit del 90% si no es molestaven. Després de ser abandonats i deixar el niu, els juvenils molt grassos eren vulnerables als depredadors fins que podien volar. El gran nombre de juvenils a terra significava que només un petit percentatge d'ells morien; per tant, la sacietat dels depredadors pot ser una de les raons dels hàbits extremadament socials i la cria comunitària de l'espècie.
S'ha registrat dos paràsits en coloms migratoris. Originalment, es pensava que una espècie de poll ftilòpterid, el Columbicola extinctus, vivia només en coloms migratoris i que s'havia extingit amb ells. Això es va demostrar inexacte el 1999 quan es va redescobrir el C. extinctus vivint en coloms cuabarrat (Patagioenas fasciata). Això, i el fet que el poll relacionat C. angustus es troba principalment en tòrtores, recolza encara més la relació entre aquests coloms, ja que la filogènia dels polls reflecteix àmpliament la dels hostes. Es pensava que un altre poll, el Campanulotes defectus, era exclusiu del colom migratori, però ara es creu que va ser un cas d'un exemplar contaminat, pel fet que l'espècie es considera el Campanulotes flavus encara existent d'Austràlia. No hi ha cap registre d'un colom salvatge que hagi mort de malaltia o paràsits.

## Relació amb els humans
Durant quinze mil anys o més abans de l'arribada dels europeus a les Amèriques, els coloms migratoris i els nadius americans van coexistir als boscos del que més tard es convertiria en la part oriental dels Estats Units continentals. Un estudi publicat el 2008 va descobrir que, durant la major part de l'Holocè, les pràctiques d'ús del sòl dels nadius americans van influir molt en la composició dels boscos. L'ús regular de cremes controlades, l'anellament d'arbres no desitjats i la plantació i cura d'arbres preferits van suprimir les poblacions d'una sèrie d'espècies d'arbres que no produïen fruits secs, glans o fruits, alhora que van augmentar les poblacions de nombroses espècies d'arbres que sí que ho feien. A més, la crema de deixalles del sòl del bosc va fer que aquests aliments fossin més fàcils de trobar, un cop havien caigut dels arbres. Alguns han argumentat que aquestes pràctiques d'ús del sòl dels nadius americans van augmentar les poblacions de diverses espècies animals, inclòs el colom migratori, augmentant els aliments disponibles per a ells, mentre que en altres llocs s'ha afirmat que, caçant coloms migratoris i competint amb ells per alguns tipus de fruits secs i glans, els nadius americans van suprimir la mida de la població. La investigació genètica pot aclarir aquesta qüestió. Un estudi del 2017 sobre l'ADN dels coloms migratoris va trobar que la mida de la població de coloms migratoris va ser estable durant vint mil anys abans del declivi al segle XIX i la posterior extinció, mentre que un estudi del 2016 sobre l'ADN dels nadius americans antics va trobar que la població nativa americana va passar per un període d'expansió ràpida, multiplicant-se per 60, començant fa uns 13.000-16.000 anys. Si aquests dos estudis són correctes, aleshores un gran canvi en la mida de la població nativa americana no va tenir cap impacte aparent en la mida de la població de coloms migratoris. Això suggereix que l'efecte net de les activitats dels nadius americans sobre la mida de la població de coloms migratoris va ser neutre.

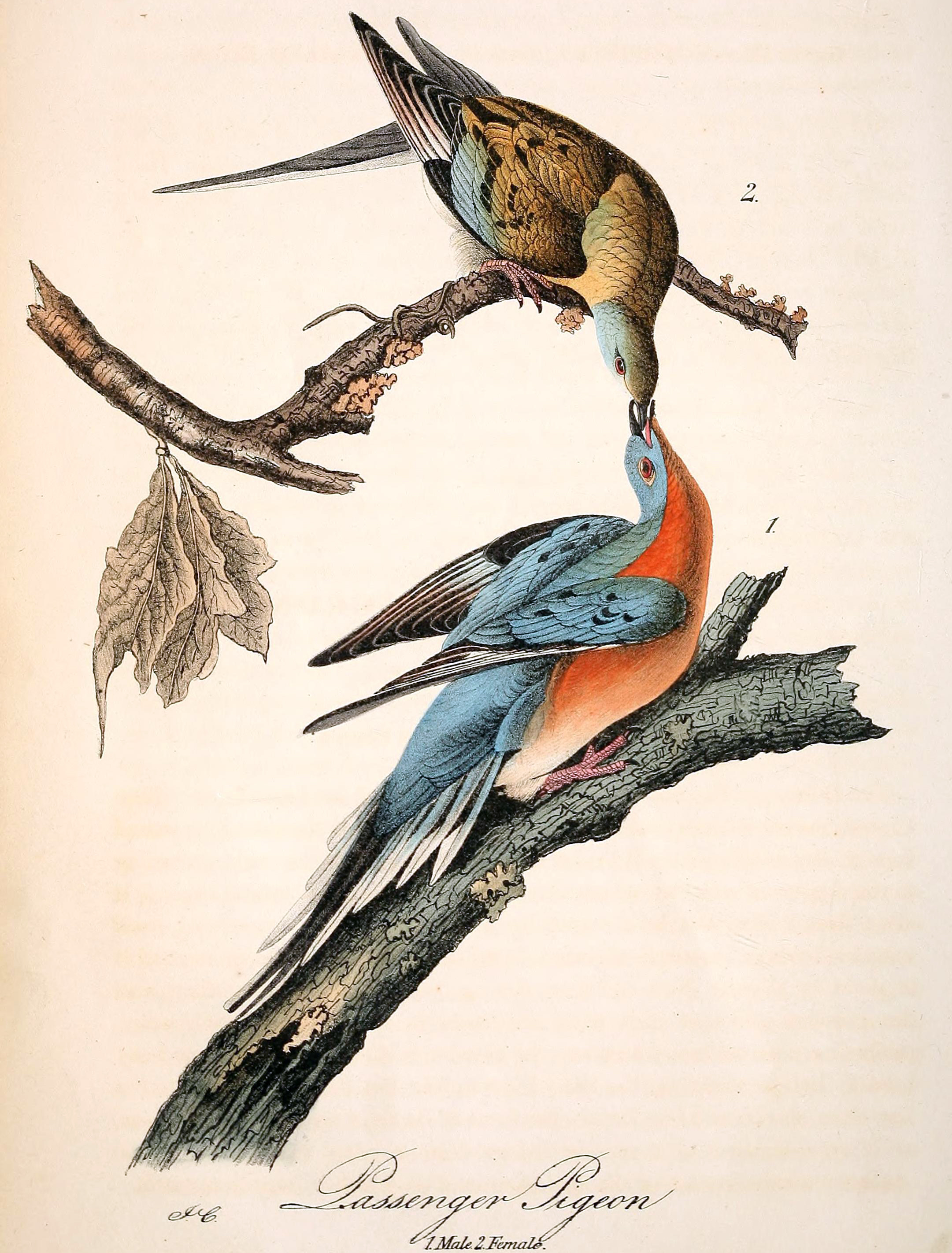
Parella becant de John James Audubon, extret de The Birds of America, 1827–1838. Aquesta imatge ha estat criticada per la seva inexactitud científica.

El colom migratori tenia un paper religiós per a algunes tribus natives americanes del nord. El poble Wyandot (o Huron) creia que cada dotze anys durant la Festa dels Morts, les ànimes dels morts es transformaven en coloms migratoris, que després es caçaven i es menjaven. Abans de caçar els coloms joves, el poble Sèneca feia una ofrena de wampum i fermalls als vells coloms migratoris; aquests es col·locaven en una petita olla o un altre recipient al costat d'un foc fumejant. El poble Ho-Chunk considerava el colom migratori com l'ocell del cap de la tribu, ja que se servien sempre que el cap donava un festí. El poble Sèneca creia que un colom blanc era el cap de la colònia de coloms migratoris, i que un Consell d'Ocells va decidir que els coloms havien de donar els seus cossos als Sèneca perquè eren els únics ocells que niaven a les colònies. Els Sèneca van desenvolupar una dansa dels coloms com a forma de mostrar la seva gratitud.
El 1534, durant un viatge, l'explorador francès Jacques Cartier va ser el primer europeu a informar sobre coloms migratoris. Posteriorment, l'ocell va ser observat i assenyalat per figures històriques com Samuel de Champlain i Cotton Mather. La majoria dels primers relats se centren en el gran nombre de coloms, els cels enfosquits resultants i l'enorme quantitat d'ocells caçats (es diu que es van vendre 50.000 ocells en un mercat de Boston el 1771). Els primers colons pensaven que els grans vols de coloms serien seguits de mala sort o malalties. Quan els coloms hivernaven fora de l'àrea de distribució normal, alguns creien que tindrien "un estiu i una tardor malaltissa". Als segles XVIII i XIX, es creia que diverses parts del colom tenien propietats medicinals. Se suposava que la sang era bona per als trastorns oculars, el revestiment estomacal en pols s'utilitzava per tractar la disenteria i els excrements s'usaven per tractar diverses malalties, com ara mals de cap, dolors d'estómac i letargia. Tot i que no duraven tant com les plomes d'una oca, les plomes del colom migratori s'usaven sovint per a la roba de llit. Els llits de plomes per a coloms eren tan populars que durant un temps a Saint-Jérôme, Quebec, cada dot incloïa un llit i coixins fets de plomes de colom. El 1822, una família del comtat de Chautauqua, Nova York, va matar 4.000 coloms en un dia només per a aquest propòsit.
El colom migratori va aparèixer als escrits de molts naturalistes importants, així com a les il·lustracions que l'acompanyen. La il·lustració de Mark Catesby de 1731, la primera representació publicada d'aquest ocell, és una mica tosca, segons alguns comentaristes posteriors. L'aquarel·la original en què es basa el gravat va ser comprada per la família reial britànica el 1768, juntament amb la resta d'aquarel·les de Catesby. Els naturalistes Alexander Wilson i John James Audubon van presenciar de primera mà grans migracions de coloms i van publicar relats detallats en què tots dos van intentar deduir el nombre total d'ocells implicats. La representació més famosa i sovint reproduïda del colom migratori és la il·lustració d'Audubon (aiguatinta acolorida a mà) al seu llibre The Birds of America, publicat entre 1827 i 1838. La imatge d'Audubon ha estat elogiada per les qualitats artístiques, però criticada per les suposades inexactituds científiques. Com van assenyalar Wallace Craig i R. W. Shufeldt (entre d'altres), els ocells es mostren posats i amb el bec un sobre l'altre, mentre que, en canvi, ho haurien fet un al costat de l'altre, el mascle seria qui passaria el menjar a la femella i la cua del mascle no estaria estesa. Craig i Shufeldt van citar il·lustracions de l'artista americà Louis Agassiz Fuertes i de l'artista japonès K. Hayashi com a representacions més precises de l'ocell. Les il·lustracions del colom migratori sovint es dibuixaven a partir d'ocells dissecats, i Charles R. Knight és l'únic artista "seriós" que se sàpiga que hagi dibuixat l'espècie de vida. Ho va fer en almenys dues ocasions; el 1903 va dibuixar un ocell possiblement en un dels tres aviaris amb ocells supervivents, i algun temps abans del 1914, va dibuixar Martha, l'últim individu, al zoològic de Cincinnati.
Molts escriptors i artistes notables han escrit sobre aquest ocell (inclosos poemes, cançons[A] i ficció) i l'ha il·lustrat, i fins avui està representat en l'art, per exemple a la pintura de Walton Ford del 2002, Falling Bough, i al mural del guanyador de la Medalla Nacional de les Arts, John A. Ruthven, del 2014 a Cincinnati, que commemora el centenari de la mort de Martha. El grup de divulgació "Project Passenger Pigeon" va aprofitar el centenari de l'extinció per conscienciar sobre l'extinció induïda per l'home i reconèixer la rellevància al segle XXI. S'ha suggerit que el colom migratori es podria utilitzar com a espècie "insígnia" per conscienciar sobre altres ocells nord-americans amenaçats, però menys coneguts.

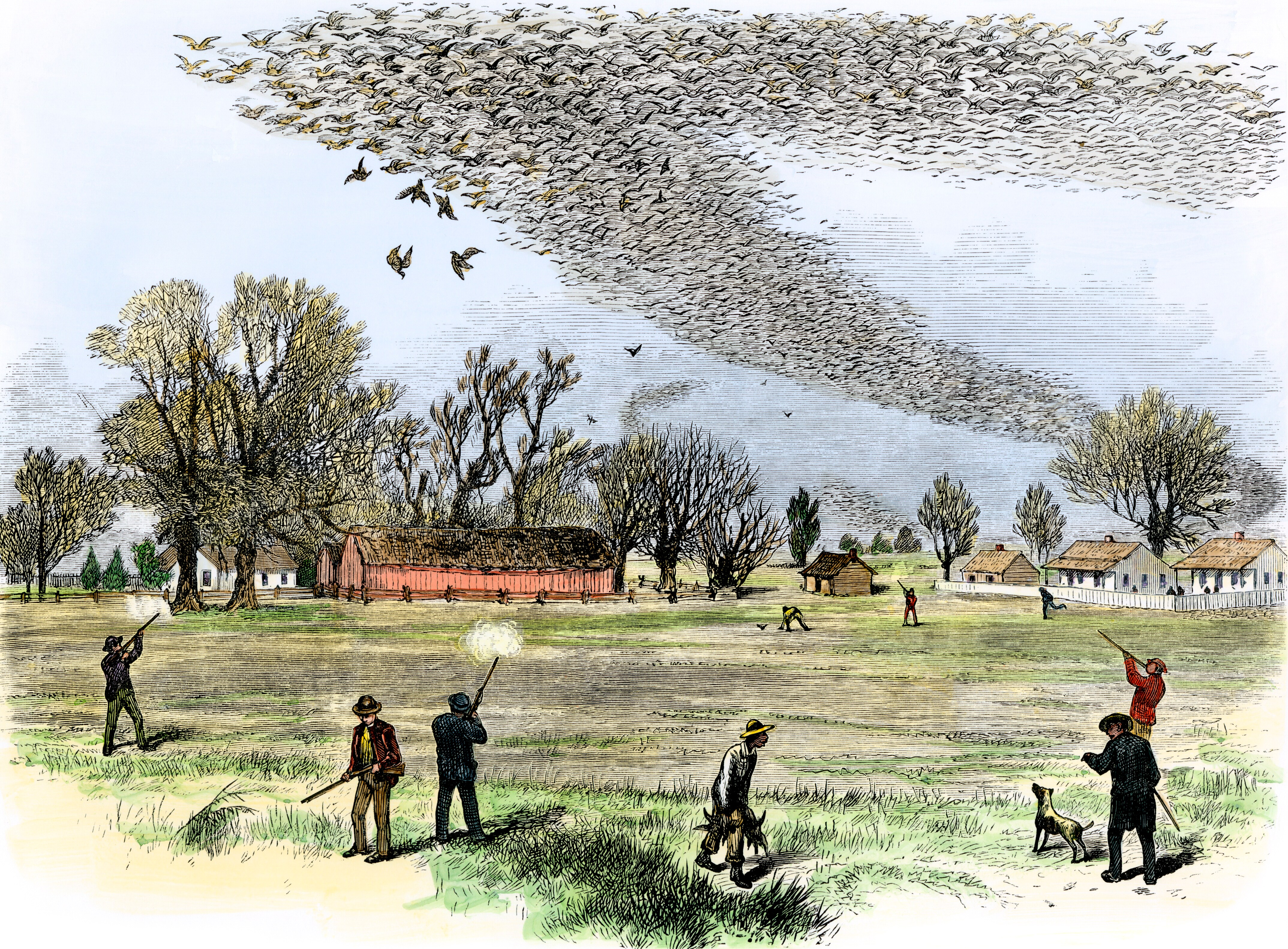
Representació d'un tiroteig al nord de Louisiana, Smith Bennett, 1875.

### Caça
El colom migratori era una font important d'aliment per a la gent d'Amèrica del Nord. Els nadius americans menjaven coloms, i les tribus properes a les colònies de nidificació de vegades es traslladaven per viure més a prop d'ells i menjar-se els juvenils, matant-los a la nit amb pals llargs. Molts nadius americans tenien cura de no molestar els coloms adults i, en canvi, només menjaven els juvenils perquè tenien por que els adults poguessin abandonar les zones de nidificació; en algunes tribus, molestar els coloms adults es considerava un delicte. Lluny dels nius, s'utilitzaven grans xarxes per capturar coloms adults, de vegades fins a 800 alhora. Els coloms que volaven baix es podien matar llançant pals o pedres. En un lloc d'Oklahoma, els coloms que deixaven el niu cada matí volaven prou baix perquè els cherokees poguessin llançar-los garrots, cosa que feia que els coloms principals intentessin desviar-se i, en el procés, creava un bloqueig que provocava una gran massa de coloms voladors i fàcilment "colpejables". Entre els ocells de caça, el colom migratori només ere superat pel gall dindi (Meleagris gallopavo) pel que fa a la importància per als nadius americans que vivien al sud-est dels Estats Units. El greix de l'ocell s'emmagatzemava, sovint en grans quantitats, i s'utilitzava com a mantega. L'evidència arqueològica dóna suport a la idea que abans de la colonització, els nadius americans menjaven els coloms amb freqüència.

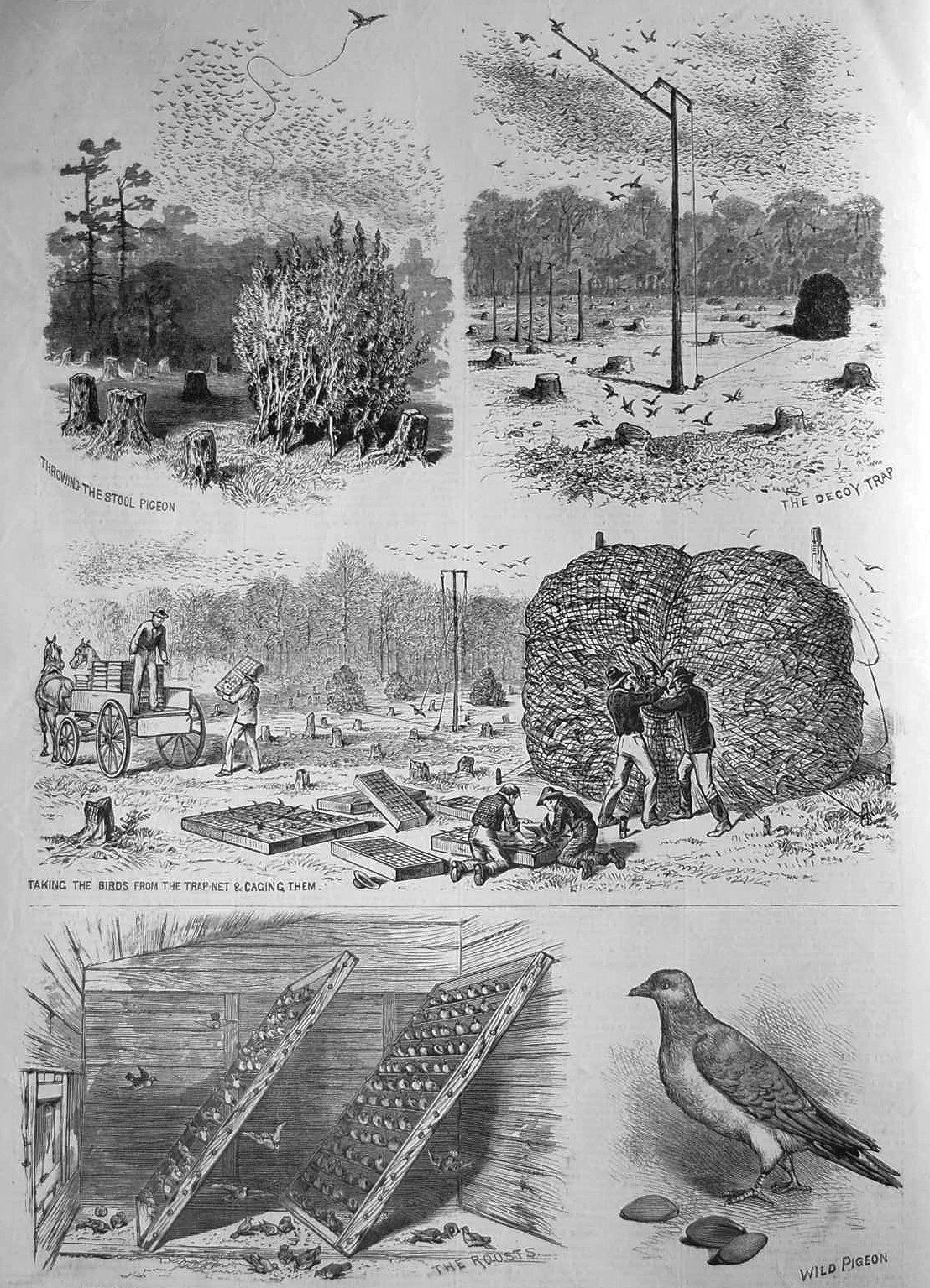
Un article de 1881 que mostra mètodes per atrapar coloms per a concursos de tir.

El que pot ser el primer relat d'europeus caçant coloms migratoris data del gener de 1565, quan l'explorador francès René Laudonnière va escriure sobre matar prop de 10.000 d'ells al voltant de Fort Caroline en qüestió de setmanes:
"Ens va arribar un mannà de coloms en un nombre tan gran, que durant un període d'unes set setmanes, cada dia vam matar més de dos-cents amb arcabussos als boscos al voltant del nostre fort."
Això equivalia a aproximadament un colom migratori per dia per cada persona al fort.
Després de la colonització europea, el colom migratori va ser caçat amb mètodes més intensius que els mètodes més sostenibles practicats pels nadius. Tot i això, també s'ha suggerit que l'espècie era rara abans de 1492, i que l'augment posterior del nombre d'individus pot ser degut a la disminució de la població nativa americana (que, a més de caçar els ocells, competien amb ells per la carn) causada per la immigració europea, i els aliments suplementaris (cultius agrícoles) que importaven els immigrants. (una teoria per a la qual Joel Greenberg va oferir una refutació detallada al seu llibre, A Feathered River Across the Sky). El colom migratori era de particular valor a la frontera, i alguns assentaments comptaven amb la seva carn per mantenir la població. El gust de la carn dels coloms migratoris variava segons com es preparaven. En general, es creia que els juvenils tenien millor gust, seguits dels ocells engreixats en captivitat i els ocells capturats al setembre i octubre. Era una pràctica habitual engreixar els coloms atrapats abans de menjar-los o emmagatzemar els cossos per a l'hivern. Els coloms morts s'emmagatzemaven habitualment salant o adobant els cossos; altres vegades, només es conservaven els pits dels coloms, en aquest cas es fumaven normalment. A principis del segle XIX, els caçadors comercials van començar a capturar i disparar els ocells per vendre'ls com a aliment als mercats de la ciutat, i fins i tot com a farratge per a porcs. Un cop la carn de colom es va popularitzar, la caça comercial va començar a una escala prodigiosa.
Els coloms migratoris es disparaven amb tanta facilitat que molts no els consideraven un ocell de caça, ja que un caçador aficionat podia abatre'n fàcilment sis amb un sol tret d'escopeta; un tret particularment bo amb els dos canons d'una escopeta en un posader podia matar 61 ocells. Sovint se'ls disparaven en vol durant la migració o immediatament després, quan es posaven en arbres morts i quedaven exposats. Els caçadors només havien de disparar cap al cel sense apuntar, i molts coloms eren abatuts. Els coloms resultaven difícils de disparar de front, de manera que els caçadors normalment esperaven que els estols passessin per sobre abans de disparar-los. De vegades es cavaven trinxeres i s'omplien de gra perquè un caçador pogués disparar als coloms al llarg d'aquesta trinxera. Els caçadors superaven en gran manera en nombre els trampers, i la caça de coloms migratoris era un esport popular entre els nois joves. El 1871, un sol venedor de municions va proporcionar tres tones de pólvora i 16 tones de perdigons durant una nidificació. A la segona meitat del segle XIX, es van capturar milers de coloms migratoris per a l'industria del tir esportiu. Els coloms s'utilitzaven com a blancs vius en tornejos de tir, com ara el "tir al parany", amb l'alliberament controlat d'ocells de trampes especials. Les competicions també podien consistir en persones que es mantenien espaiades regularment mentre intentaven abatre tants ocells com fos possible en un estol que passava. Es considerava que el colom era tan nombrós que s'havien de matar 30.000 ocells per reclamar el premi en una competició.

Xarxa per a coloms al Canadà, per James Pattison Cockburn, 1829.

Els humans utilitzaven una àmplia varietat d'altres mètodes per capturar i matar coloms migratoris. Les xarxes se sostenien per permetre l'entrada dels coloms migratoris i després es tancaven deixant anar el pal que sostenia l'obertura, atrapant vint o més coloms a l'interior. Les xarxes de túnel també es van usar amb gran efecte, i una xarxa particularment gran era capaç de capturar 3.500 coloms alhora. Aquestes xarxes eren usades per molts agricultors en les pròpies propietats, així com per trampers professionals. El menjar es col·locava a terra a prop de les xarxes per atraure els coloms. Els esquers o "coloms migratoris" (de vegades cecs per tenir les parpelles cosides) es lligaven a un tamboret. Quan passava un estol de coloms, es tirava una corda que feia que el colom migratori s'aletegés a terra, fent que semblés que havia trobat menjar, i l'estol era atret a la trampa. La sal també s'utilitzava sovint com a esquer, i molts paranyers s'instal·laven prop de fonts salades. Almenys un paranyer usava gra amarat en alcohol com a esquer per intoxicar els ocells i fer-los més fàcils de matar. Un altre mètode de captura era caçar en una colònia de nidificació, sobretot durant el període d'uns dies després que els coloms adults abandonessin els pollets, però abans que els pollets poguessin volar. Alguns caçadors utilitzaven pals per treure els pollets del niu, mentre que altres disparaven a la part inferior d'un niu amb una fletxa roma per desallotjar el colom. D'altres tallaven un arbre de nidificació de manera que quan caigués, també colpegés un segon arbre de nidificació i desallotgés els coloms que hi havia a dins. En un cas, es van tallar ràpidament 6 km² d'arbres grossos per atrapar ocells, i aquests mètodes eren habituals. Un mètode sever era calar foc a la base d'un arbre on hi havia coloms; els adults fugien i els joves queien a terra. De vegades es cremava sofre sota l'arbre nidificant per sufocar els ocells, que queien de l'arbre debilitats.

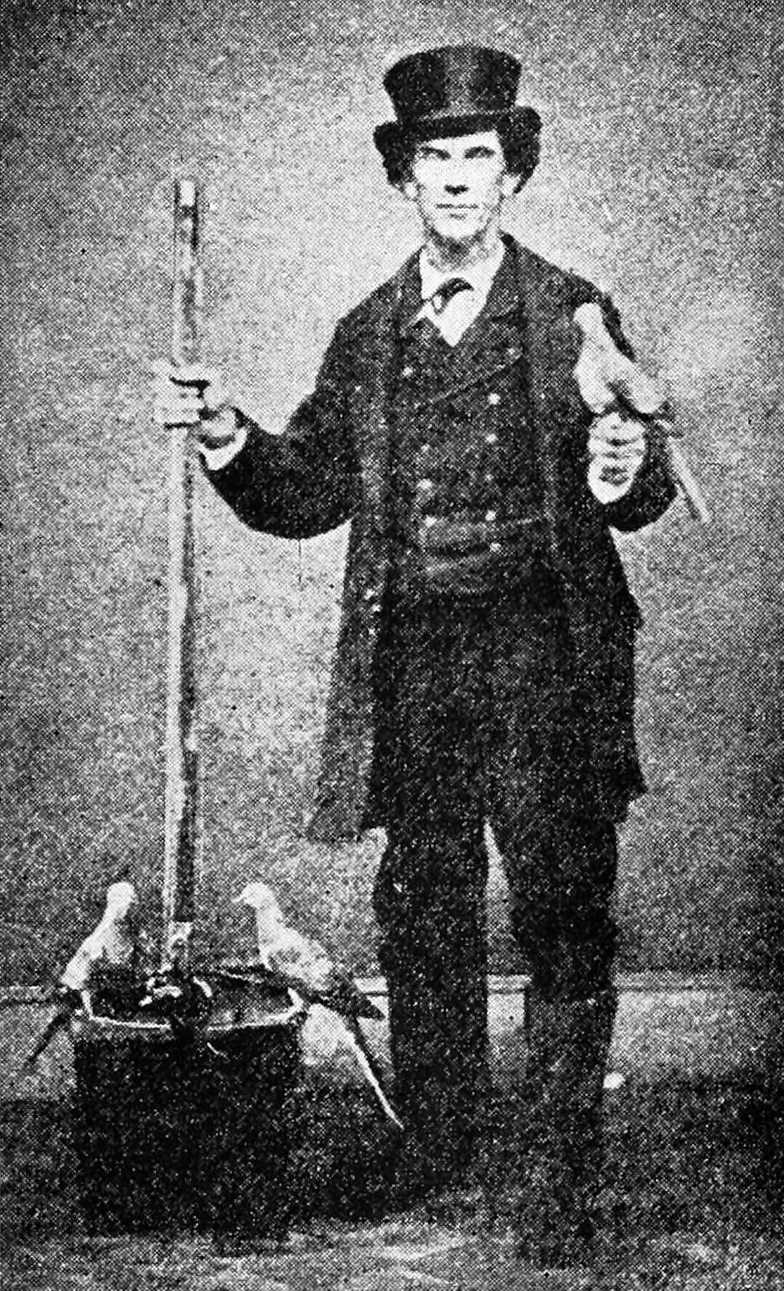
El tramper Albert Cooper amb coloms esquer cecs per atraure ocells salvatges, 1870 aproximadament.

A mitjan segle XIX, els ferrocarrils havien obert noves oportunitats per als caçadors de coloms. Si bé abans era extremadament difícil enviar masses de coloms a les ciutats de l'est, l'accés ferroviari va permetre que la caça de coloms es comercialitzés. A la dècada de 1860 es va introduir un extens sistema de telègrafs, que va millorar la comunicació a través dels Estats Units, facilitant la difusió d'informació sobre el parador dels ramats de coloms. Després d'obrir-se als ferrocarrils, s'estima que la ciutat de Plattsburgh, Nova York, va enviar 1,8 milions de coloms a les ciutats més grans només el 1851 a un preu de 31 a 56 centaus la dotzena. A finals del segle XIX, el comerç de coloms migratoris s'havia comercialitzat. Les grans cases de comissions contractaven trampers (coneguts com a "colomaires") per seguir els ramats de coloms durant tot l'any. Es diu que un sol caçador va enviar tres milions d'ocells a ciutats de l'est durant la seva carrera. El 1874, almenys 600 persones van ser contractades com a trampers de coloms, un nombre que va augmentar fins a 1.200 el 1881. Es van capturar coloms en tal quantitat que, el 1876, els enviaments de coloms morts no van poder recuperar els costos dels barrils i el gel necessaris per enviar-los. El preu d'un barril ple de coloms va baixar per sota dels cinquanta centaus, a causa dels mercats sobre abastits. En canvi, els coloms migratoris es mantenien vius perquè la seva carn estigués fresca quan es matessin, i es venien un cop augmentat el seu valor de mercat. Milers d'ocells es mantenien en grans corrals, tot i que les males condicions van fer que molts morissin per manca d'aliment i aigua, molts es van podrir abans de poder ser venuts.
La caça de coloms migratoris va ser documentada i representada en diaris contemporanis, on es van presentar diversos mètodes i usos de captura. La il·lustració que es va reproduir més sovint va ser la titulada "Esports d'hivern al nord de Louisiana: caçar coloms salvatges", i publicada el 1875. Els coloms migratoris també eren vistos com a plagues agrícoles, perquè els estols que s'alimentaven podien destruir collites senceres. Algunes comunitats agrícoles van descriure l'ocell com un "flagell perfecte", i es va contractar caçadors per "fer la guerra" contra els ocells per estalviar gra, com es mostra en una altra il·lustració de diari del 1867 titulada "Caçar coloms salvatges a Iowa". En comparar aquestes "plagues" amb el bisó de les Grans Planes, el recurs valuós necessari no era l'espècie d'animals, sinó l'agricultura que consumia aquest animal. Els cultius que es menjaven es consideraven calories, proteïnes i nutrients comercialitzables, tots cultivats per a l'espècie equivocada.

### Declivi i intents de conservació
La idea que l'espècie pogués ser abocada a l'extinció era aliena als primers colons, perquè el nombre d'ocells no semblava disminuir, i també perquè el concepte d'extinció encara no s'havia definit. Sembla que l'ocell va ser empès lentament cap a l'oest després de l'arribada dels europeus, esdevenint escàs o absent a l'est, tot i que encara hi havia milions d'ocells a la dècada de 1850. La població devia haver anat disminuint en nombre durant molts anys, tot i que això va passar desapercebut a causa de l'aparent gran nombre d'ocells, que va enterbolir el seu declivi. El 1856, Bénédict Henry Révoil potser va ser un dels primers escriptors a expressar la preocupació pel destí del colom migratori, després de presenciar una cacera el 1847:

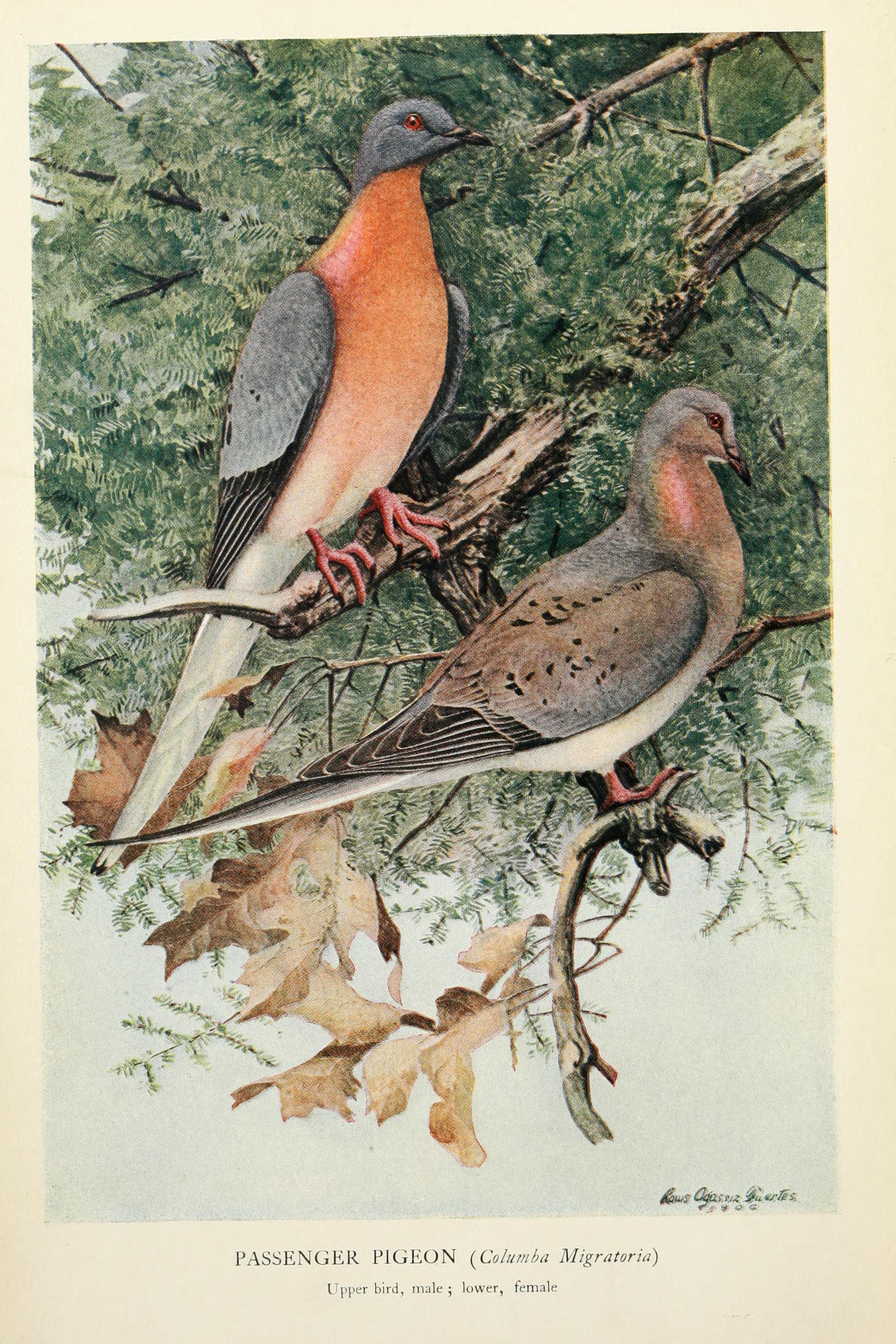
Mascle i femella de Louis Agassiz Fuertes, frontispici de l'obra The Passenger Pigeon de William Butts Mershon de 1907.

"Tot porta a creure que els coloms, que no poden suportar l'aïllament i es veuen obligats a fugir o a canviar la seva forma de vida segons el ritme al qual Amèrica del Nord es pobla per l'afluència europea, simplement acabaran desapareixent d'aquest continent, i, si el món no posa fi a això abans d'un segle, apostaré... que l'aficionat a l'ornitologia no trobarà més coloms migratoris, excepte els dels Museus d'Història Natural."

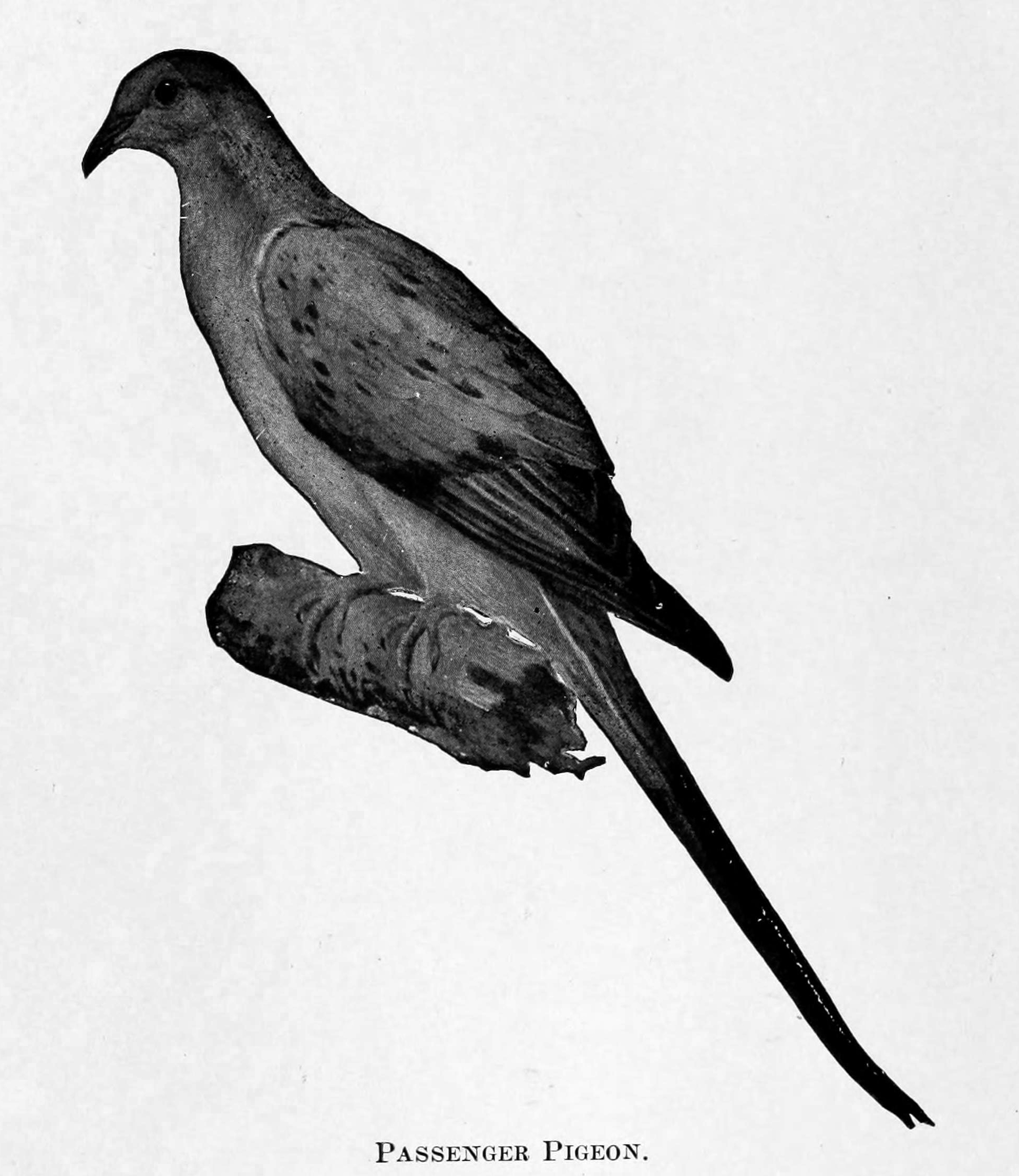
Dibuix del natural de Charles R. Knight, 1903.

A la dècada de 1870, la disminució d'ocells era notable, sobretot després de les últimes nidificacions a gran escala i les posteriors matances de milions d'ocells el 1874 i el 1878. En aquest moment, les grans nidificacions només tenien lloc al nord, al voltant dels Grans Llacs. L'última nidificació important va ser a Petoskey, Michigan, el 1878 (després d'una a Pennsilvània uns dies abans), on es van matar 50.000 ocells cada dia durant gairebé cinc mesos. Els adults supervivents van intentar una segona nidificació en llocs nous, però van ser morts per caçadors professionals abans que tinguessin l'oportunitat de criar cap pollet. Es van reportar nidificacions disperses fins a la dècada de 1880, però els ocells ara eren cautelosos i comunament abandonaven els nius si eren perseguits.En el moment d'aquestes últimes nidificacions, ja s'havien promulgat lleis per protegir el colom migratori, però aquestes van resultar ineficaces, ja que no estaven ben formulades i eren difícils d'aplicar. H. B. Roney, que va presenciar la massacre de Petoskey, va liderar campanyes per protegir el colom, però es va trobar amb resistència i acusacions que estava exagerant la gravetat de la situació. Pocs delinqüents van ser processats, principalment alguns trampers pobres, però les grans empreses no es van veure afectades. El 1857, es va presentar un projecte de llei a la legislatura de l'estat d'Ohio que buscava protecció per al colom migratori, però un comitè selecte del Senat va presentar un informe que afirmava que l'ocell no necessitava protecció, ja que era "meravellosament prolífic", i rebutjava el suggeriment que l'espècie es pogués destruir. Les protestes públiques contra el tir amb trampa van esclatar a la dècada de 1870, puix els ocells eren maltractats abans i després d'aquestes competicions. Els conservacionistes van ser ineficaços a l'hora d'aturar la massacre. Es va aprovar un projecte de llei a la legislatura de Michigan que il·legalitzava la captura de coloms a menys de 3 km d'una zona de nidificació. El 1897, es va presentar un projecte de llei a la legislatura de Michigan que demanava una temporada de veda de deu anys per als coloms migratoris. Es van aprovar mesures legals similars que després es van ignorar a Pensilvània. Els gestos van resultar inútils i, a mitjan dècada de 1890, el colom migratori havia desaparegut gairebé completament i probablement s'havia extingit com a au reproductora en estat salvatge. Se sap que en aquest moment existien petits estols, ja que encara es venien un gran nombre d'ocells als mercats. A partir d'aleshores, només es van registrar grups petits o ocells individuals, molts dels quals van ser abatuts a la vista.

### Últims supervivents

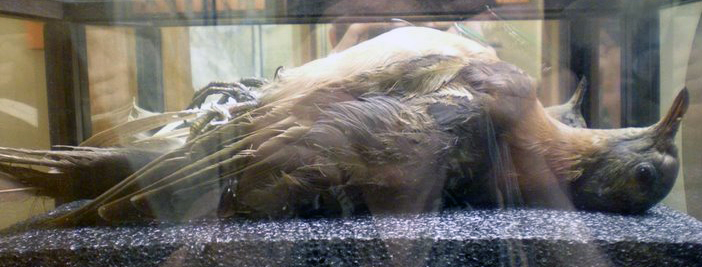
"Buttons", últim colom migratori salvatge confirmat, Zoo de Cincinnati.

L'últim niu i ou registrats en estat salvatge es van recollir el 1895 prop de Minneapolis. L'últim individu salvatge a Louisiana va ser descobert entre un estol de tórtores nord-americana (Zenaida macroura) el 1896, i posteriorment va ser abatut. Es creu que molts albiraments tardans són falsos o es deuen a la confusió amb aquestes tòrtores. L'últim registre completament autenticat d'un colom migratori salvatge va ser prop d'Oakford, Illinois, el 12 de març de 1901, quan un ocell mascle va ser mort, dissecat i col·locat a la Universitat Millikin de Decatur, Illinois, on roman avui dia. Això no es va descobrir fins al 2014, quan l'escriptor Joel Greenberg va descobrir la data de la caça de l'ocell mentre feia recerca per al seu llibre “A Feathered River Across the Sky”. Greenberg també va assenyalar un registre d'un mascle abatut prop de Laurel, Indiana, el 3 d'abril de 1902, que va ser dissecat però posteriorment destruït.
Durant molts anys, es va creure que l'últim colom migratori salvatge confirmat va ser abatut prop de Sargents, al comtat de Pike, Ohio, el 24 de març de 1900, quan un noi anomenat Press Clay Southworth va matar una femella amb una pistola de perdigons. El noi no va reconèixer l'ocell com a colom migratori, però els pares el van identificar i el van enviar a un taxidermista. El 1915, l'exemplar, sobrenomenat "Buttons" (Botons) a causa dels botons utilitzats en lloc d'ulls de vidre, va ser donat per la família a la Societat Històrica d'Ohio. La fiabilitat dels relats sobre els ocells d'Ohio, Illinois i Indiana està en dubte. L'ornitòleg Alexander Wetmore va afirmar que va veure una parella volant prop d'Independence, Kansas, l'abril de 1905. El 18 de maig de 1907, el president dels Estats Units, Theodore Roosevelt, va afirmar haver vist un "estol d'unes dotzenes dues o tres vegades en vol" mentre estava en retirada a la cabana a Pine Knot, Virgínia, i que es van posar en un arbre mort "en una actitud tan característica com la dels coloms"; aquest albirament va ser corroborat per un habitant local amb qui havia "vagant pel bosc força estona" i que va trobar que era "un observador singularment atent". El 1910, la Unió Americana d'Ornitòlegs va oferir una recompensa de 3.000 dòlars per descobrir un niu, equivalent a 101.239 dòlars el 2024.

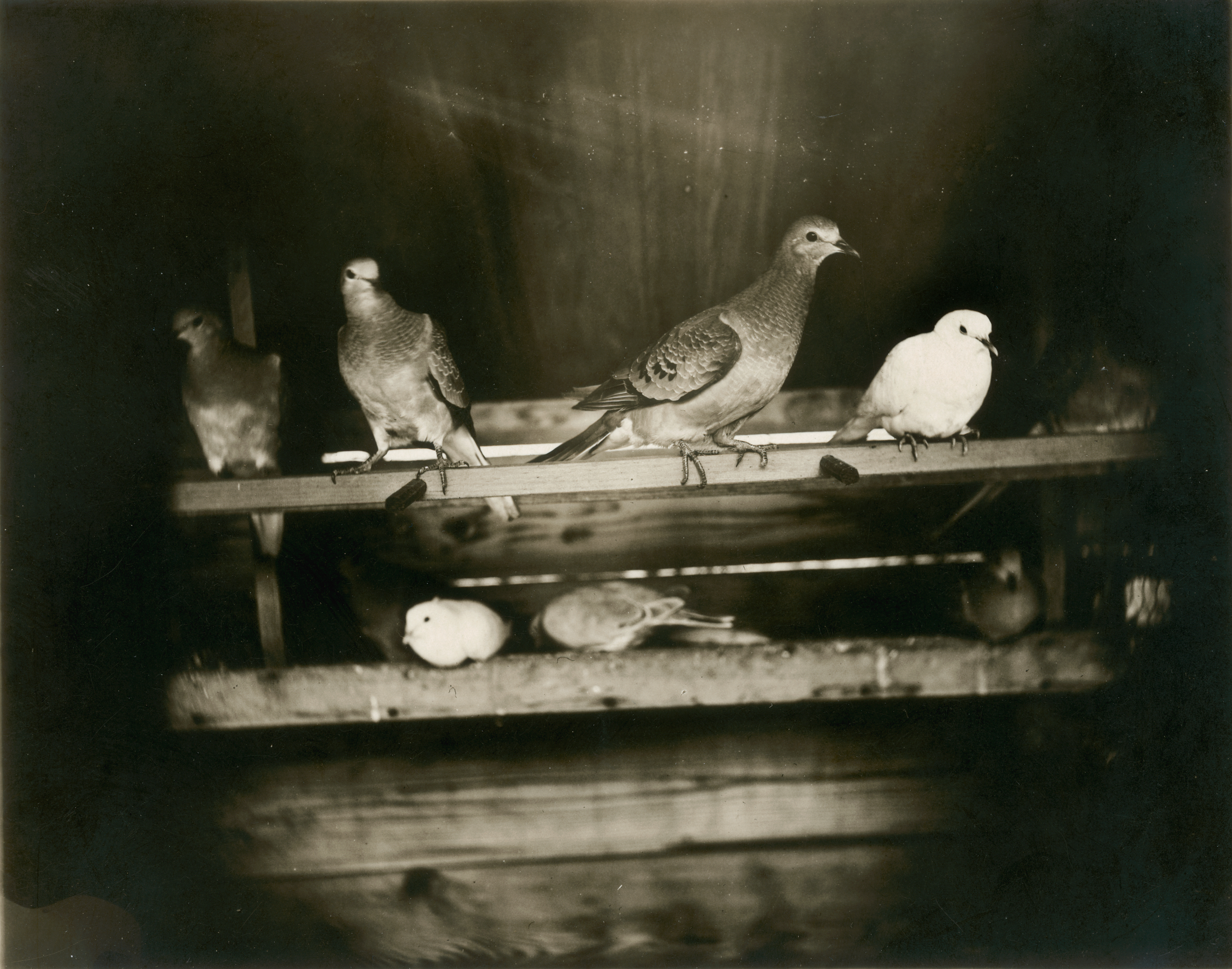
Aviari de Whitman amb coloms migratoris i altres espècies, 1896/98.

La majoria dels coloms migratoris en captivitat es mantenien amb finalitats d'explotació, però alguns es van allotjar en zoològics i aviaris. Només Audubon va afirmar haver portat 350 ocells a Anglaterra el 1830, distribuint-los entre diversos nobles, i també se sap que l'espècie es va mantenir al zoo de Londres. En ser ocells comuns, van despertar poc interès, fins que l'espècie es va tornar rara a la dècada de 1890. A principis del segle XX, els darrers coloms migratoris en captivitat coneguts es van dividir en tres grups; un a Milwaukee, un altre Chicago i un tercer a Cincinnati. Hi ha afirmacions que alguns individus més van ser mantinguts en diversos llocs, però aquests relats no es consideren fiables avui dia. El grup de Milwaukee va ser mantingut per David Whittaker, que va començar la seva col·lecció el 1888, i va posseir quinze ocells uns anys més tard, tots descendents d'una sola parella.
El grup de Chicago va ser mantingut per Charles Otis Whitman, la col·lecció del qual va començar amb coloms migratoris comprats a Whittaker a partir del 1896. Tenia interès a estudiar els coloms i mantenia els seus coloms migratoris amb altres espècies de coloms. Whitman portava els seus coloms amb ell de Chicago a Massachusetts en vagó de tren cada estiu. El 1897, Whitman havia comprat tots els ocells de Whittaker, i en arribar a un màxim de 19 individus, en va tornar set a Whittaker el 1898. Per aquesta època, es van fer una sèrie de fotografies d'aquests ocells; 24 de les fotos sobreviuen. Algunes d'aquestes imatges s'han reproduït en diversos mitjans, còpies de les quals ara es conserven a la Societat Històrica de Wisconsin. No és clar exactament on, quan i per qui es van fer aquestes fotos, però algunes semblen haver estat fetes a Chicago el 1896, altres a Massachusetts el 1898, aquestes últimes per J. G. Hubbard. El 1902, Whitman tenia setze ocells. Els seus coloms van pondre molts ous, però pocs van eclosionar i moltes cries van morir. Es va publicar una investigació periodística que demanava "sang fresca" per al grup que ara havia deixat de reproduir-se. El 1907, li quedaven dos coloms migratoris femelles que van morir aquell hivern, i es va quedar amb dos híbrids mascles infèrtils, el destí posterior dels quals es desconeix. En aquell moment, només quatre (tots mascles) dels ocells que Whitman va retornar a Whittaker eren vius, i aquests van morir entre novembre de 1908 i febrer de 1909.
El zoològic de Cincinnati, un dels zoològics més antics dels Estats Units, va tenir coloms migratoris des dels seus inicis el 1875. El zoològic mantenia més de vint individus en una gàbia de 3,0 per 3,7 m. Sembla que no es tenien coloms migratoris al zoològic a causa de la seva raresa, sinó per permetre als visitants observar de més a prop una espècie autòctona. Reconeixent el declivi de les poblacions salvatges, Whitman i el zoològic de Cincinnati es van esforçar constantment per criar els ocells supervivents, incloent-hi intents de fer ous de colom migratori adoptiu. El 1902, Whitman va donar una femella de colom migratori al zoològic; possiblement aquest individu es coneixeria més tard com a Martha, que es convertiria en l'últim membre viu de l'espècie. Altres fonts argumenten que Martha va néixer al zoo de Cincinnati, hi va viure durant vint-i-cinc anys i era descendent de tres parelles de coloms migratoris comprats pel zoo el 1877. Es creu que aquest individu es deia Martha perquè el seu últim company de gàbia es deia George, en honor a George Washington i la seva dona Martha, tot i que també s'ha afirmat que va rebre el nom de la mare d'uns amics del cuidador del zoo.
El 1909, Martha i els dos companys mascles al zoo de Cincinnati es van convertir en els únics coloms migratoris supervivents coneguts. Un d'aquests mascles va morir al voltant de l'abril d'aquell any, seguit de George, el mascle restant, el 10 de juliol de 1910. Es desconeix si les restes de George es van conservar. Martha aviat es va convertir en una celebritat a causa de la seva condició de colom migratori, i les ofertes d'una recompensa de 1.000 dòlars (equivalent a 34.996 dòlars el 2024) per trobar-li parella van portar encara més visitants a veure-la. Durant els darrers quatre anys en solitud (la gàbia feia 5,4 per 6 m), Martha es va tornar cada cop més lenta i immòbil; els visitants li llançaven sorra per fer-la moure, i la gàbia va ser tancada amb corda en resposta a l'incivisme. Martha va morir de vella l'1 de setembre de 1914 i va ser trobada sense vida al terra de la gàbia. Es va afirmar que va morir a la 1 de la tarda, però altres fonts suggereixen que va morir unes hores més tard. Depenent de la font, Martha tenia entre 17 i 29 anys en el moment de la mort, tot i que 29 és la xifra generalment acceptada. En aquell moment, es va suggerir que Martha podria haver mort d'un ictus apoplèctic, ja que n'havia patit un unes setmanes abans de morir. El cos va ser congelat en un bloc de gel i enviat a la Smithsonian Institution de Washington, on va ser escorxat, disseccionat, fotografiat i recompost. Com que estava mudant quan va morir, va resultar difícil de dissecar, i s'hi van afegir plomes a la pell que li havien caigut. La Martha va estar exposada durant molts anys, però després d'un període al museu, va ser tornada a exposar al Museu Nacional d'Història Natural de l'Smithsonian el 2015. Una estàtua commemorativa de la Martha es troba als terrenys del zoològic de Cincinnati, davant de la "Passenger Pigeon Memorial Hut", anteriorment l'aviari on vivia la Martha, ara un Monument Històric Nacional. Per cert, l'últim exemplar de l'aratinga de Carolina (Conuropsis carolinensis), anomenada "Incus", va morir a la gàbia de la Martha el 1918; les restes dissecades d'aquest ocell s'exhibeixen a la "Memorial Hut".

### Causes de l'extinció

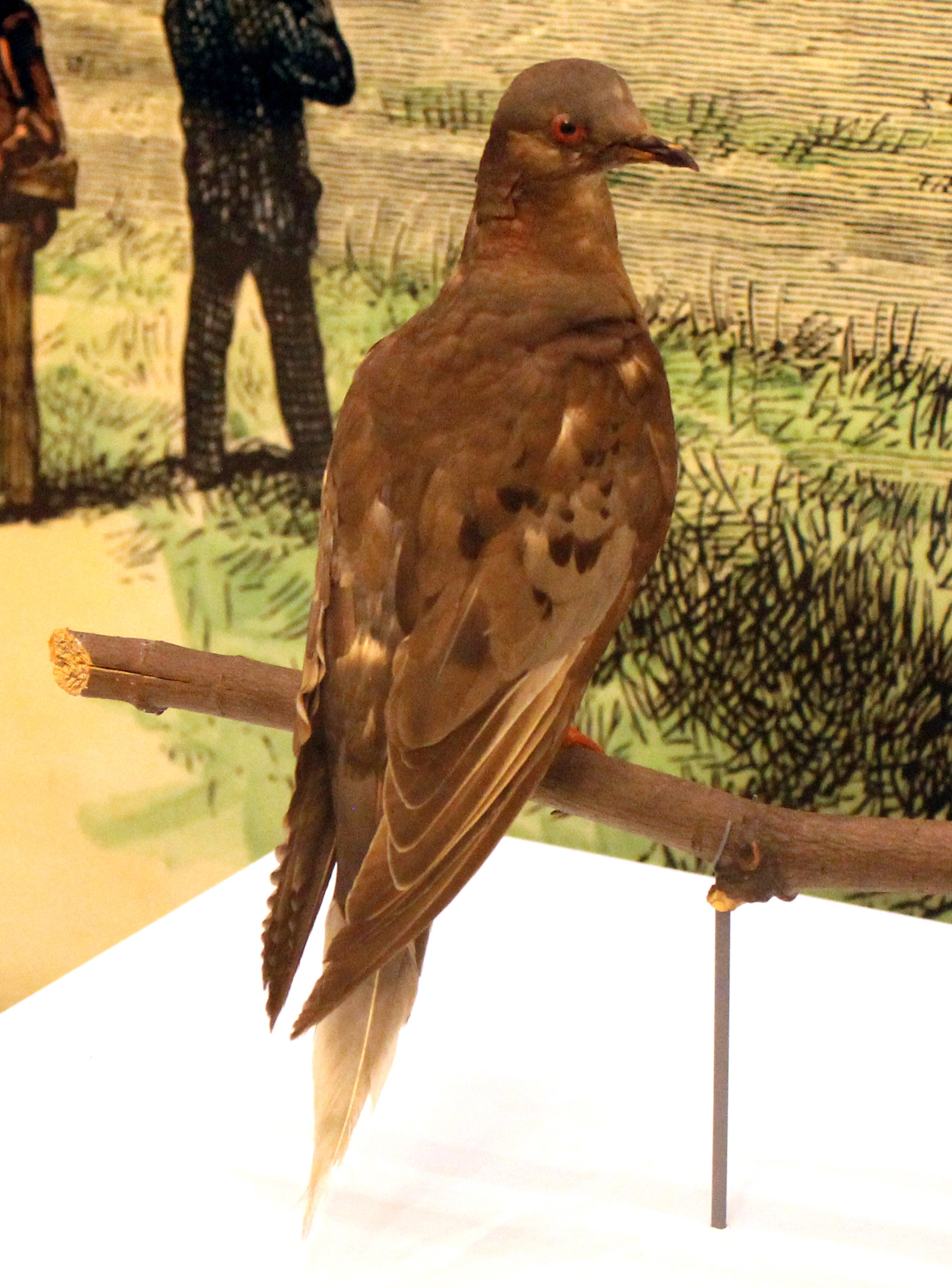
Martha al Museu Smithsonian, 2015.

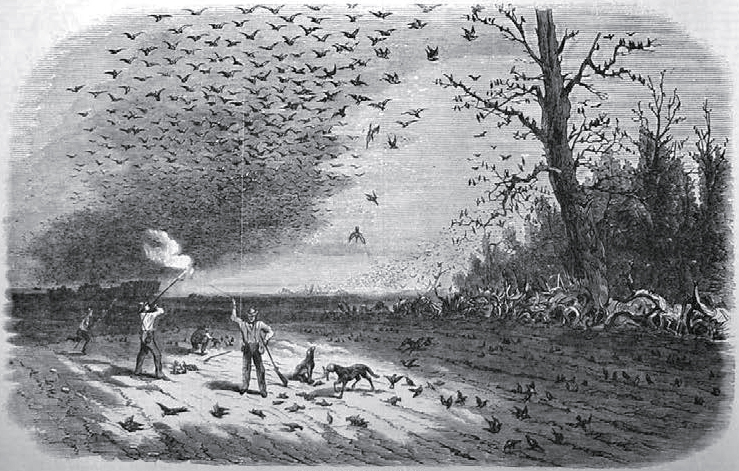
Coloms disparats per salvar collites a Iowa, 1867.

Les principals raons de l'extinció del colom migratori van ser la caça massiva, la ràpida pèrdua d'hàbitat i l'estil de vida extremadament social de l'ocell, que el feia molt vulnerable als factors anteriors. La desforestació va ser impulsada per la necessitat d'alliberar terres per a l'agricultura i l'expansió de les ciutats, però també per la demanda de fusta i combustible. Es van desforestar uns 728.000 km² per a cultiu entre 1850 i 1910. Tot i que encara hi ha grans zones boscoses a l'est d'Amèrica del Nord, que donen suport a una varietat de fauna salvatge, no va ser suficient per mantenir el gran nombre de coloms migratoris necessaris per mantenir la població. En canvi, poblacions molt petites d'ocells gairebé extints, com el kàkapo (Strigops habroptilus) i el takahé de l'illa del Sud (Porphyrio hochstetteri), han estat suficients per mantenir aquestes espècies existents fins al present. Els efectes combinats contra el colom migratori de la caça intensa i la desforestació s'han anomenat "Blitzkrieg", i s'ha qualificat de una de les extincions induïdes per l'home més grans i sense sentit de la història. A mesura que els estols disminuïen de mida, la població de coloms migratoris va disminuir per sota del llindar necessari per propagar l'espècie, un exemple de l'efecte Allee.
L'estudi genètic del 2014 que va trobar fluctuacions naturals en el nombre de poblacions abans de l'arribada humana també va concloure que l'espècie es recuperava rutinàriament dels mínims de població, i va suggerir que un d'aquests mínims podria haver coincidit amb la intensificació de la caça per part dels humans al segle XIX, una combinació que hauria portat a la ràpida extinció de l'espècie. Un escenari similar també pot explicar la ràpida extinció de la llagosta de les Muntanyes Rocalloses (Melanoplus spretus) durant el mateix període. També s'ha suggerit que, després de la disminució de la població, seria més difícil per a uns pocs ocells solitaris localitzar zones d'alimentació adequades. A més dels ocells morts o foragitats per la caça durant les temporades de cria, molts pollets també van quedar orfes abans de poder valer-se per si mateixos. De vegades s'han suggerit altres factors que hi contribueixen menys convincents, com ara ofegaments massius, la malaltia de Newcastle i les migracions a zones fora de l'àrea de distribució original.
L'extinció del colom migratori va despertar l'interès públic pel moviment conservacionista i va donar lloc a noves lleis i pràctiques que van impedir que moltes altres espècies s'extingissin. El ràpid declivi del colom migratori ha influït en mètodes d'avaluació posteriors del risc d'extinció de les poblacions animals en perill d'extinció. La Unió Internacional per a la Conservació de la Natura (UICN) ha utilitzat el colom migratori com a exemple en casos en què una espècie va ser declarada "en risc" d'extinció tot i que el nombre de població era elevat.
El naturalista Aldo Leopold va retre homenatge a l'espècie desapareguda en una dedicatòria en la inauguració d'un monument celebrada per la Societat d'Ornitologia de Wisconsin al Parc Estatal de Wyalusing, Wisconsin, que havia estat un dels llocs de descans de l'espècie. Parlant l'11 de maig de 1947, Leopold va comentar:
"Encara viuen homes que, de joves, recorden els coloms. Encara viuen arbres que, de joves, van ser sacsejats per una ventada viva. Però d'aquí a una dècada només els roures més vells ho recordaran, i finalment només els turons ho sabran."

### Resurrecció potencial de l'espècie

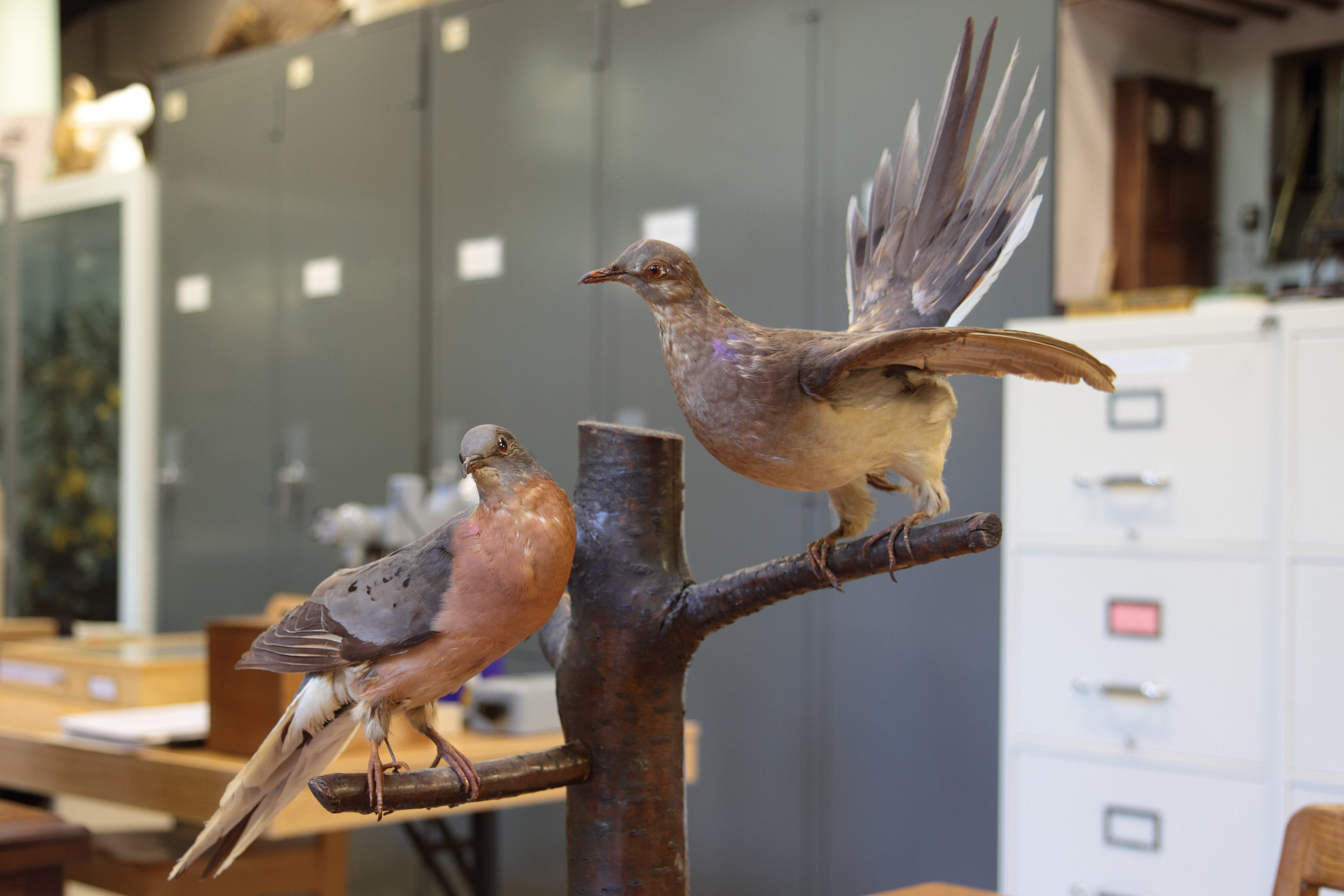
Exemplars d'ambdós gèneres taxidermitzats, Universitat de Laval Biblioteca

Actualment, existeixen més de 1.532 pells de colom migratori (juntament amb 16 esquelets) repartides per moltes institucions d'arreu del món. S'ha suggerit que el colom migratori hauria de reviure quan la tecnologia disponible ho permeti (un concepte que s'ha denominat "desextinció"), utilitzant material genètic d'aquests exemplars. L'any 2003, la ibex dels Pirineus (Capra pyrenaica pyrenaica, una subespècie de la cabra salvatge ibèrica) va ser el primer animal extingit que va ser clonat per tornar a la vida; el clon va viure només set minuts abans de morir de defectes pulmonars. Un obstacle per a la clonació del colom migratori és el fet que l'ADN dels exemplars del museu s'hagi contaminat i fragmentat, a causa de l'exposició a la calor i l'oxigen. El genetista nord-americà George M. Church ha proposat que el genoma del colom migratori es pugui reconstruir unint fragments d'ADN de diferents exemplars. El següent pas seria empalmar aquests gens a les cèl·lules mare dels coloms roquer (o Colom cuabarrat septentrional), que després es transformarien en òvuls i espermatozoides i es col·locarien als ous de coloms roquer, donant lloc a coloms roquers que portarien esperma i ous de colom migratori. La descendència d'aquests tindria trets de colom migratori, i es criaria encara més per afavorir les característiques úniques de l'espècie extingida L'organització sense ànim de lucre americana Revive & Restore està duent a terme la idea actualment.
La idea general de recrear espècies extingides ha estat criticada, ja que els grans fons necessaris es podrien gastar en la conservació d'espècies i hàbitats actualment amenaçats, i perquè els esforços de conservació podrien ser considerats menys urgents. En el cas del colom migratori, atès que era molt social, és poc probable que es poguessin crear suficients ocells perquè la reactivació tingués èxit, i no és clar si queda prou hàbitat adequat per a la reintroducció. A més, els coloms progenitors que criarien els coloms passatgers clonats pertanyien a una espècie diferent, amb una manera diferent de criar els pollets.

## Taxonomia

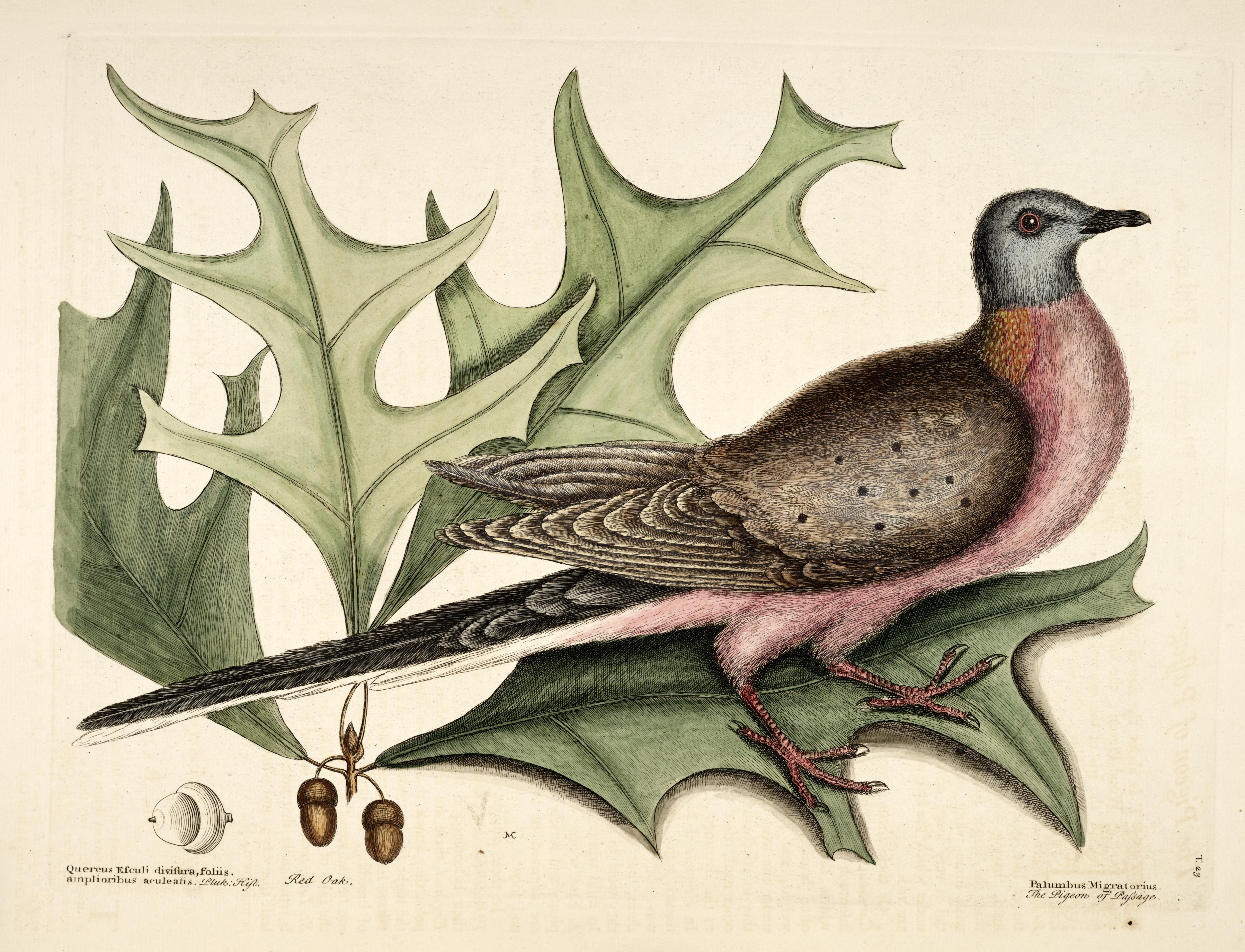
Il·lustració publicada més antiga de l'espècie (un mascle), Mark Catesby, 1731.

El naturalista suec Carl Linnaeus va encunyar el nom binomial Columba macroura tant per al colom migratori com per a la tórtora nord-americana (Zenaida macroura) a l'edició de 1758 de la seva obra Systema Naturae (el punt de partida de la nomenclatura biològica), on sembla que els considerava idèntics. Aquesta descripció composta citava relats d'aquests ocells en dos llibres prelinneans. Un d'aquests va ser la descripció del colom migratori de Mark Catesby, que es va publicar a la seva obra Natural History of Carolina, Florida and the Bahama Islands de 1731 a 1743, que es referia a aquest ocell com a Palumbus migratorius, i anava acompanyada de la il·lustració publicada més antiga de l'espècie. La descripció de Catesby es va combinar amb la descripció del colom migratori de 1743 feta per George Edwards, que va utilitzar el nom C. macroura per a aquest ocell. No hi ha res que suggereixi que Linné veiés mai exemplars d'aquests ocells, i es creu que la seva descripció deriva completament d'aquests relats anteriors i les seves il·lustracions. A l'edició de 1766 de Systema Naturae, Linné va eliminar el nom C. macroura i, en canvi, va utilitzar el nom C. migratoria per al colom migratori i C. carolinensis per la tórtora nord-americana. A la mateixa edició, Linné també va anomenar C. canadensis, basant-se en Turtur canadensis, tal com l'usava Mathurin Jacques Brisson el 1760. Més tard es va demostrar que la descripció de Brisson estava basada en un colom migratori femella.
El 1827, William Swainson va traslladar el colom migratori del gènere Columba al nou gènere monotípic Ectopistes, en part a causa de la longitud de les ales i la forma de falca de la cua. El 1906, Outram Bangs va suggerir que, com que Linnaeus havia copiat completament el text de Catesby en encunyar C. macroura, aquest nom s'hauria d'aplicar al colom migratori, com a E. macroura. El 1918, Harry C. Oberholser va suggerir que C. canadensis tingués prioritat sobre C. migratoria (com a E. canadensis), tal com apareixia en una pàgina anterior del llibre de Linnaeus. El 1952, Francis Hemming va proposar que la Comissió Internacional de Nomenclatura Zoològica (ICZN) assegurés el nom específic macroura per la tórtora nord-americana i el nom migratorius per al colom migratori, ja que aquest era l'ús previst pels autors en l'obra dels quals Linnaeus havia basat la seva descripció. Això va ser acceptat per l'ICZN, que va utilitzar els seus poders plens per designar les espècies amb els noms respectius el 1955.

### Evolució

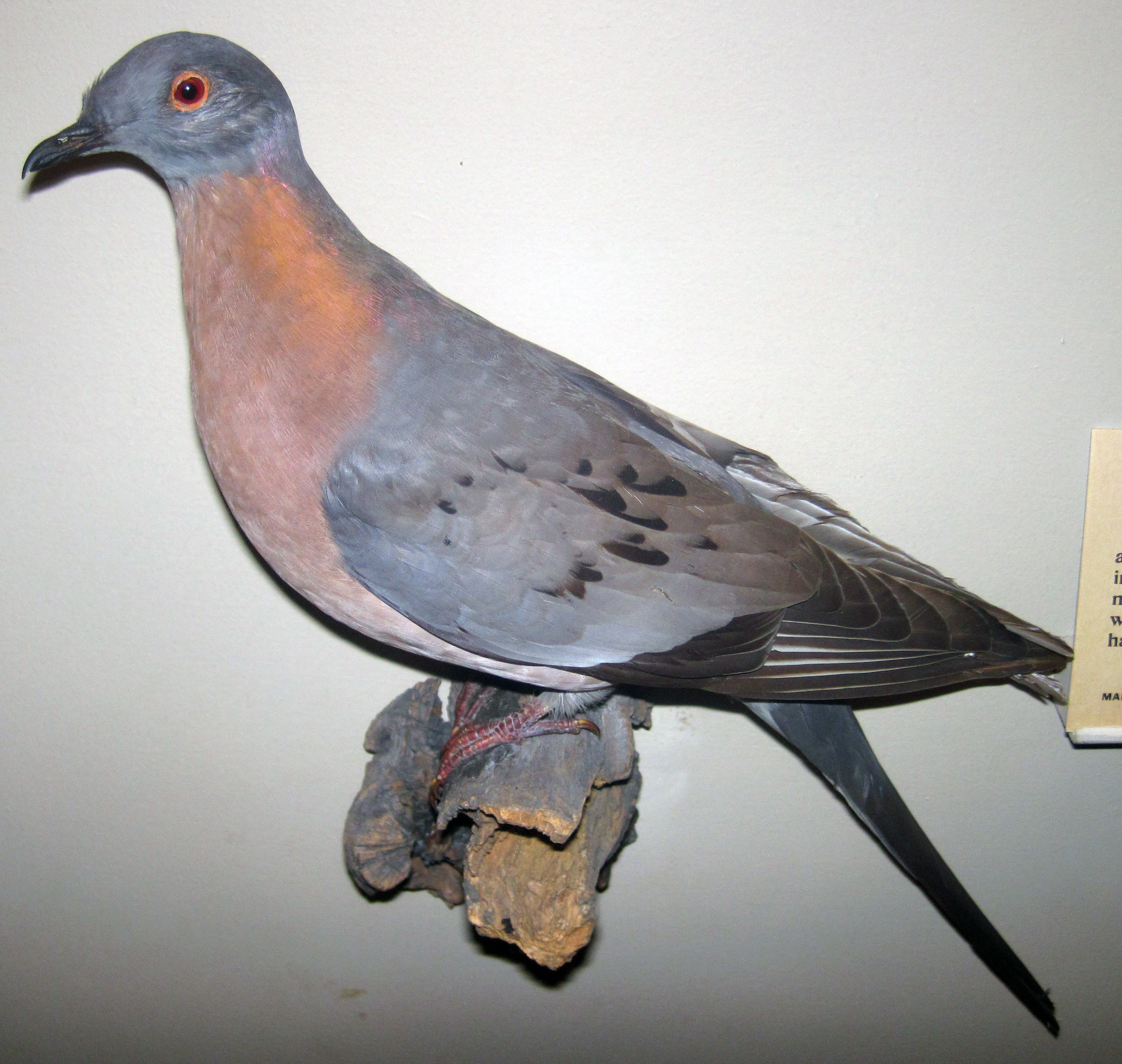
Colom migratori mascle muntat, Museu Field d'Història Natural.

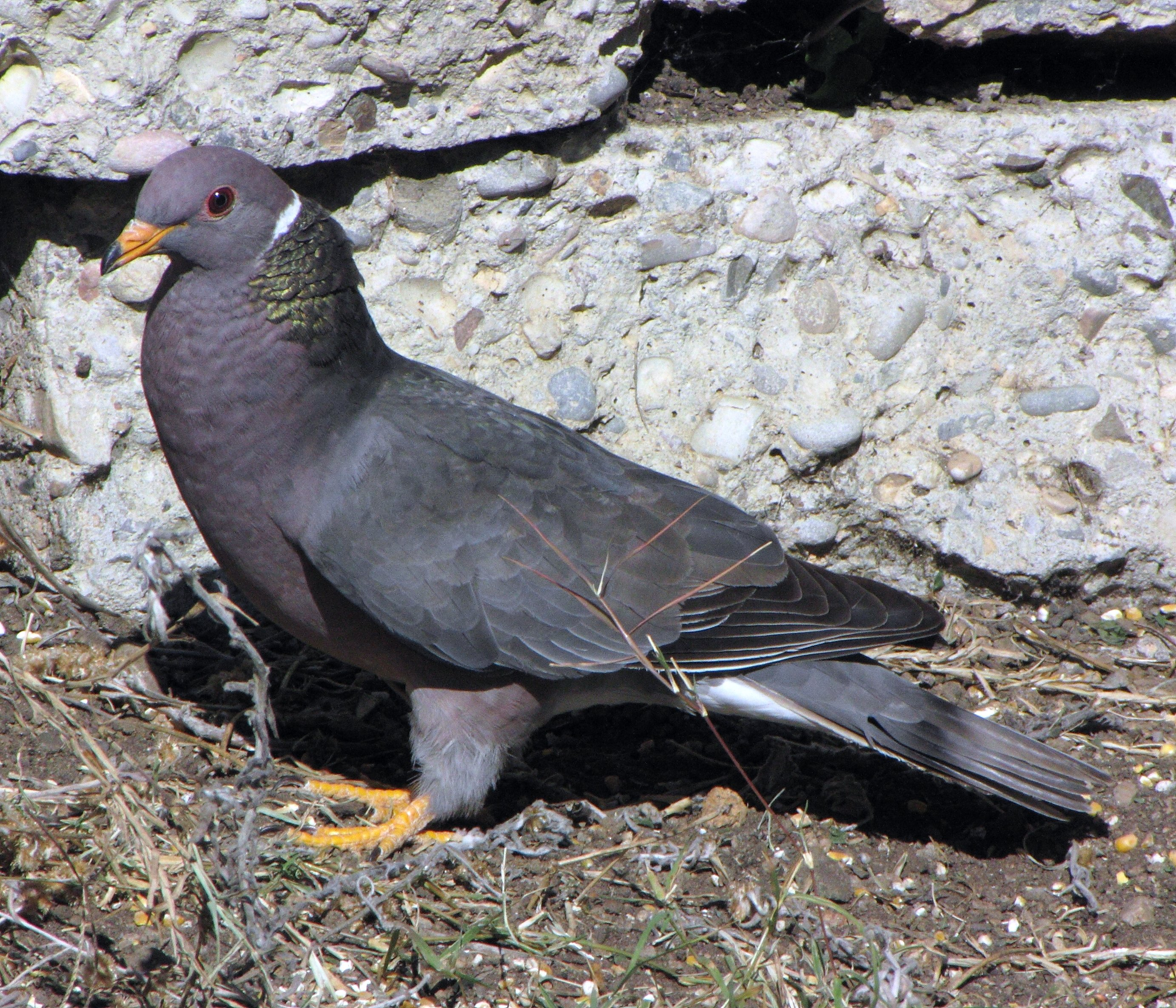
Colom cuabarrat septentrional (Patagioenas fasciata), una espècie del gènere relacionat Patagioenas.

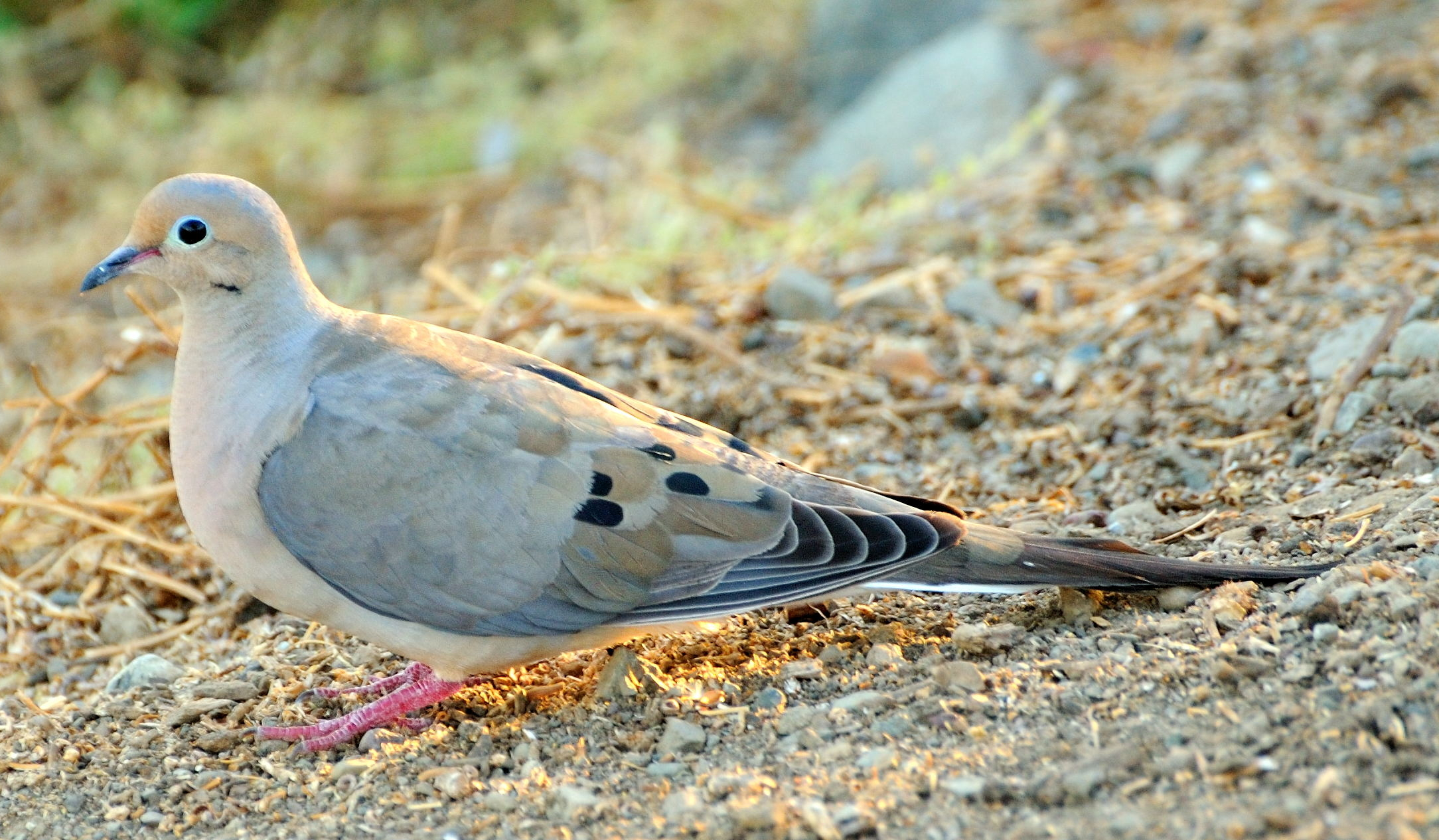
La tórtora nord-americana, físicament similar, no està estretament relacionat.

El colom migratori era membre de la família dels coloms i les tórtores, Columbidae. El fòssil més antic conegut del gènere és un húmer aïllat (USNM 430960) trobat a la mina Lee Creek a Carolina del Nord en sediments pertanyents a la formació Yorktown, que data de l'etapa Zancleana del Pliocè, fa entre 5,3 i 3,6 milions d'anys. Durant molt de temps es va pensar que els parents vius més propers eren els coloms Zenaida, basant-se en motius morfològics, en particular la tórtora nord-americana, físicament similar, (ara Z. macroura). Fins i tot es va suggerir que aquesta tórtora pertanyia al gènere Ectopistes i que alguns autors, inclòs Thomas Mayo Brewer, el catalogaven com a E. carolinensis. El colom migratori suposadament descendia dels coloms Zenaida que s'havien adaptat als boscos de les planes del centre d'Amèrica del Nord.
El colom migratori es diferenciava de les espècies del gènere Zenaida en ser més gros, no tenir franja facial, ser sexualment dimòrfic i tenir plomes iridescents al coll i una posta més petita. En un estudi del 2002 de la genetista americana Beth Shapiro et al., es van incloure en una anàlisi d'ADN antic per primera vegada exemplars de museu del colom migratori (en un article centrat principalment en el dodo), i es va descobrir que era el tàxon germà del gènere Macropygia. En canvi, es va demostrar que els coloms Zenaida estaven relacionats amb els coloms guatlla del gènere Geotrygon i els coloms Leptotila.
Un estudi més extens del 2010 va mostrar, en canvi, que el colom migratori estava més estretament relacionat amb els coloms Patagioenas del Nou Món, incloent-hi el colom cuabarrat septentrional (P. fasciata) de l'oest d'Amèrica del Nord, que estan relacionats amb les espècies del sud-est asiàtic dels gèneres Turacoena, Macropygia i Reinwardtoena. Aquest clade també està relacionat amb els coloms Columba i Streptopelia del Vell Món (anomenats col·lectivament els "coloms i tórtores típics"). Els autors de l'estudi van suggerir que els avantpassats del colom migratori podrien haver colonitzat el Nou Món des del sud-est asiàtic volant a través de l'oceà Pacífic, o potser a través de Beríngia al nord.
En un estudi del 2012, es va analitzar per primera vegada l'ADN nuclear del colom migratori i es va confirmar la relació amb els coloms Patagioenas. A diferència de l'estudi del 2010, aquests autors van suggerir que els resultats podrien indicar que els avantpassats del colom migratori i els parents del Vell Món podrien haver-se originat a la regió neotropical del Nou Món.

El cladograma següent segueix l'estudi d'ADN del 2012 que mostra la posició del colom migratori entre els parents més propers:
|  | \| \| Macropygia (tortora cucut) \| \| \| \| \| \| Reinwardtoena \| \| \| \| |
|  |                                                                              |
|  | Turacoena                                                                    |
|  |                                                                              |
|  | Macropygia (tortora cucut)                                                   |
|  |                                                                              |
|  | Reinwardtoena                                                                |
|  |                                                                              |

|  | Macropygia (tortora cucut) |
|  |                            |
|  | Reinwardtoena              |
|  |                            |

|  | Columba (coloms del vell món")             |
|  |                                            |
|  | Streptopelia (tórtores i tórtores de coll) |
|  |                                            |

|  | \| \| Macropygia (tortora cucut) \| \| \| \| \| \| Reinwardtoena \| \| \| \| |
|  |                                                                              |
|  | Turacoena                                                                    |
|  |                                                                              |
|  | Macropygia (tortora cucut)                                                   |
|  |                                                                              |
|  | Reinwardtoena                                                                |
|  |                                                                              |

|  | Macropygia (tortora cucut) |
|  |                            |
|  | Reinwardtoena              |
|  |                            |

|  | Columba (coloms del vell món")             |
|  |                                            |
|  | Streptopelia (tórtores i tórtores de coll) |
|  |                                            |

|  | Patagioenas (coloms del Nou món") |
|  |                                   |
|  | Ectopistes (colom migratori)      |
|  |                                   |

|  | \| \| Macropygia (tortora cucut) \| \| \| \| \| \| Reinwardtoena \| \| \| \| |
|  |                                                                              |
|  | Turacoena                                                                    |
|  |                                                                              |
|  | Macropygia (tortora cucut)                                                   |
|  |                                                                              |
|  | Reinwardtoena                                                                |
|  |                                                                              |

|  | Macropygia (tortora cucut) |
|  |                            |
|  | Reinwardtoena              |
|  |                            |

|  | Columba (coloms del vell món")             |
|  |                                            |
|  | Streptopelia (tórtores i tórtores de coll) |
|  |                                            |

|  | \| \| Macropygia (tortora cucut) \| \| \| \| \| \| Reinwardtoena \| \| \| \| |
|  |                                                                              |
|  | Turacoena                                                                    |
|  |                                                                              |
|  | Macropygia (tortora cucut)                                                   |
|  |                                                                              |
|  | Reinwardtoena                                                                |
|  |                                                                              |

|  | Macropygia (tortora cucut) |
|  |                            |
|  | Reinwardtoena              |
|  |                            |

|  | Columba (coloms del vell món")             |
|  |                                            |
|  | Streptopelia (tórtores i tórtores de coll) |
|  |                                            |

|  | Patagioenas (coloms del Nou món") |
|  |                                   |
|  | Ectopistes (colom migratori)      |
|  |                                   |

|  | \| \| Macropygia (tortora cucut) \| \| \| \| \| \| Reinwardtoena \| \| \| \| |
|  |                                                                              |
|  | Turacoena                                                                    |
|  |                                                                              |
|  | Macropygia (tortora cucut)                                                   |
|  |                                                                              |
|  | Reinwardtoena                                                                |
|  |                                                                              |

|  | Macropygia (tortora cucut) |
|  |                            |
|  | Reinwardtoena              |
|  |                            |

|  | Columba (coloms del vell món")             |
|  |                                            |
|  | Streptopelia (tórtores i tórtores de coll) |
|  |                                            |

|  | \| \| Macropygia (tortora cucut) \| \| \| \| \| \| Reinwardtoena \| \| \| \| |
|  |                                                                              |
|  | Turacoena                                                                    |
|  |                                                                              |
|  | Macropygia (tortora cucut)                                                   |
|  |                                                                              |
|  | Reinwardtoena                                                                |
|  |                                                                              |

|  | Macropygia (tortora cucut) |
|  |                            |
|  | Reinwardtoena              |
|  |                            |

|  | Columba (coloms del vell món")             |
|  |                                            |
|  | Streptopelia (tórtores i tórtores de coll) |
|  |                                            |

|  | Patagioenas (coloms del Nou món") |
|  |                                   |
|  | Ectopistes (colom migratori)      |
|  |                                   |

|  | \| \| Macropygia (tortora cucut) \| \| \| \| \| \| Reinwardtoena \| \| \| \| |
|  |                                                                              |
|  | Turacoena                                                                    |
|  |                                                                              |
|  | Macropygia (tortora cucut)                                                   |
|  |                                                                              |
|  | Reinwardtoena                                                                |
|  |                                                                              |

|  | Macropygia (tortora cucut) |
|  |                            |
|  | Reinwardtoena              |
|  |                            |

|  | Columba (coloms del vell món")             |
|  |                                            |
|  | Streptopelia (tórtores i tórtores de coll) |
|  |                                            |

|  | \| \| Macropygia (tortora cucut) \| \| \| \| \| \| Reinwardtoena \| \| \| \| |
|  |                                                                              |
|  | Turacoena                                                                    |
|  |                                                                              |
|  | Macropygia (tortora cucut)                                                   |
|  |                                                                              |
|  | Reinwardtoena                                                                |
|  |                                                                              |

|  | Macropygia (tortora cucut) |
|  |                            |
|  | Reinwardtoena              |
|  |                            |

|  | Columba (coloms del vell món")             |
|  |                                            |
|  | Streptopelia (tórtores i tórtores de coll) |
|  |                                            |

|  | Patagioenas (coloms del Nou món") |
|  |                                   |
|  | Ectopistes (colom migratori)      |
|  |                                   |

L'ADN en exemplars antics de museus sovint es degrada i és fragmentari, i els exemplars de coloms migratoris s'han utilitzat en diversos estudis per descobrir mètodes millorats d'anàlisi i muntatge de genomes a partir d'aquest material. Sovint es prenen mostres d'ADN de les coixinets dels dits de les pells dels ocells als museus, ja que això es pot fer sense causar danys significatius als exemplars valuosos. El colom migratori no tenia cap subespècie coneguda. La hibridació es va produir entre el colom migratori i la tórtora rosa i grisa (Streptopelia risoria) a l'aviari de Charles Otis Whitman (que posseïa molts dels darrers ocells captius a principis del segle XX i els mantenia amb altres espècies de coloms), però les cries eren infèrtils.

### Etimologia
El nom del gènere, Ectopistes, es tradueix com a "moviment" o "vagant", mentre que el nom específic, migratorius, indica els hàbits migratoris. El binomi complet, per tant, es pot traduir com a "vagabund migratori". El nom comú anglès “passenger pigeon” (colom migratori) deriva de la paraula francesa “passager”, que significa "passar de llarg" de manera fugaç. Mentre el colom existia, el nom “passenger pigeon” s'utilitzava indistintament amb “wild pigeon” (colom salvatge). L'ocell també va rebre alguns noms menys freqüents, com ara “blue pigeon” (colom blau), “merne rouck pigeon” (colom merne rouck), “wandering long-tailed dove” (colom de cua llarga errant) i “wood pigeon” (colom forestal). Al segle XVIII, el colom migratori era conegut com a “tourte” a Nova França (al Canadà modern), però pels francesos d'Europa era conegut com a “tourtre”. En francès modern, l'ocell es coneix com a “tourte voyageuse” o “pigeon migrateur”, entre altres noms.
En les llengües algonquines natives americanes, el colom era anomenat “amimi” pels lenape, “omiimii ”pels ojibwe i “mimia” pels kaskaskia illinois. Altres noms en llengües indígenes americanes inclouen “ori'te” en mohawk i “putchee nashoba” o “colom perdut” en choctaw. El poble seneca anomenava el colom “jahgowa”, que significa "pa gros", ja que era una font d'aliment per a les seves tribus. El cap Simon Pokagon dels potawatomi va declarar que el seu poble anomenava el colom “O-me-me-wog”, i que els europeus no van adoptar noms nadius per a l'ocell, perquè els recordava als seus coloms domesticats, sinó que els anomenaven coloms "salvatges", pel fet que anomenaven els pobles nadius homes "salvatges".